# Бар (Україна)
Бар — місто в Жмеринському районі Вінницької області. Адміністративний центр Барської міської громади з 7 вересня 2016 року. Місто районного значення (з 1938 року).

## Географія
Місто розташоване на південному заході України, на Подільській височині на Українському кристалічному щиті (Дністровсько-Бузький мегаблок) в лісостепу на р. Рів в його середній течії. Тут знаходиться Волино-Подільський тектонічний блок. Довжина вздовж берега — понад 5 км.
Відстань до обласного центру Вінниці 68 км. Залізнична станція Бар міститься у селищі Бар за 7 км від автовокзалу  [Архівовано 6 лютого 2013 у Wayback Machine.], залізнична станція у с. Васютинці (Барський район) — за 10 км. Обидві належать до Південно-Західної залізниці [Архівовано 5 лютого 2013 у Wayback Machine.], до ст. Київ-Пасажирський однакова відстань — по 298 км.

### Клімат
Бар знаходяться в межах вологого континентального клімату із теплим літом. Але діяльність людини призводить до поганих змін та глобального потепління. Рівень наповнення річок водою в області становить лише 20 % від необхідного стандарту.

## Історія

### Древній період
Територія міста Бара була заселена з прадавніх часів. З археології відомо, що в цьому регіоні існувала Буго-Дністровська культура 6500—4750 рр. до н. е. На східній околиці міста археологи виявили трипільське поселення пізнього періоду (3100—2500 рр. до н. е.), а на західній — скіфське (з 7 ст. до н. е.) і черняхівське (бл. 4 ст. н. е.), також комарівське (15 ст. до н. е.).
З 9 ст. до н. е. край населяли носії чорноліської культури, потім скіфи-орачі. Геродот (бл. 484—425 рр. до н. е.) писав про те, що Поділля населяють сармати. З 4 ст. землі вже входили до держави антів — антський союз. Руські літописці наводять назву племені — уличі (6-10 ст.).
З 12 ст. край фігурує під назвою Болохівщина, яка в 1241 р. потрапила в залежність від Золотої Орди. За 20 км на північ від Бара в урочищі Город Богів поблизу с.Городище (Деражнянський район) знайдено залишки міста, знищеного близько 1256 р., під час війн Галицько-Волинського князівства (ГВК) проти ординців.. Однією із версій є що це — Божеськ — одне з найбільших міст Болохівського князівства, згадане у Іпатіївському літописі, назва якого походить від ріки Бог (сучасний Південний Буг) чи від імені князя Божа. Також, можливо, поблизу містився культовий центр слов'ян. Божський (Божеськ, Бузький) — вперше згадується у 1146 р. Знайдені на городищі археологами персні з гербами говорять про те, що тут правили нащадки князів Всеволода II Олеговича або Олега-Михайла Святославича.

### В складі Великого Князівства Литовського

Корогва подолян на Грюнвальді 1410 р.

Активний розвиток краю, будівництво укріплених градів-замків почалися після завоювання Ольгердом (Битва на Синіх Водах), у результаті якого земля увійшла до складу Подільського князівства, яке належало до Великого князівства Литовського (ВКЛ) у 1363—1402, 1411—1430 рр.
Після розподілу Руського королівства в 1349 р., на Барській землі, як частині Західного Поділля почав посилюватись вплив литовських князів, а вже із 1366 р. подільські князі платили данину королю Польщі. У 1370—1386 рр. — залежність від короля Угорщини. У 1387 р. на Поділлі відновлено владу Польщі, яка мала належати Владиславу II в результаті шлюбу із королевою Польщі Ядвігою. Після чого 1393 р. здійснив похід на Поділля Вітовт Великий, взяв Східне Поділля.

Перша документальна згадка про місто (під назвою «Ров») припадає на 1401 р. Відомий український історик Михайло Сергійович Грушевський в праці «Барське староство» пише: 
|  | … вже в 1405 р. Ров був населеним містом, так що заселення його слід віднести до попереднього часу… |

Історики-краєзнавці вважають, що місто виникло і будувалось в середині XIV ст., а можливо раніше. Воно було розташоване на правому березі річки Рів, там, де тепер знаходиться село Чемериси-Барські.
14 липня 1410 р. під Грюнвальдом польсько-литовське військо ущент розгромило хрестоносців. Експансії Тевтонського ордену було покладено край. Однак визначна перемога не зняла напруги між Польщею та Литвою.
Після Грюнвальдської битви посилилося прагнення литовських князів до державної незалежності від Польщі. Щоб остаточно не втратити Литву, Ягайло мусив піти на суттєві поступки Вітовту. У 1411 р. він передав великому князеві литовському відібране у Свидригайла в 1402 р. Західне Поділля й домігся відмови угорського короля від претензій на Галичину й Поділля.

### В складі Королівства Польського
У листопаді 1430 р., після смерті останнього представника сім'ї Коріатовичів, Ров перейшов до Королівства Польського остаточно аж до кінця XVIII ст. Крім національного та релігійного гніту населення зазнавало величезних збитків від вторгнення татар і волохів.

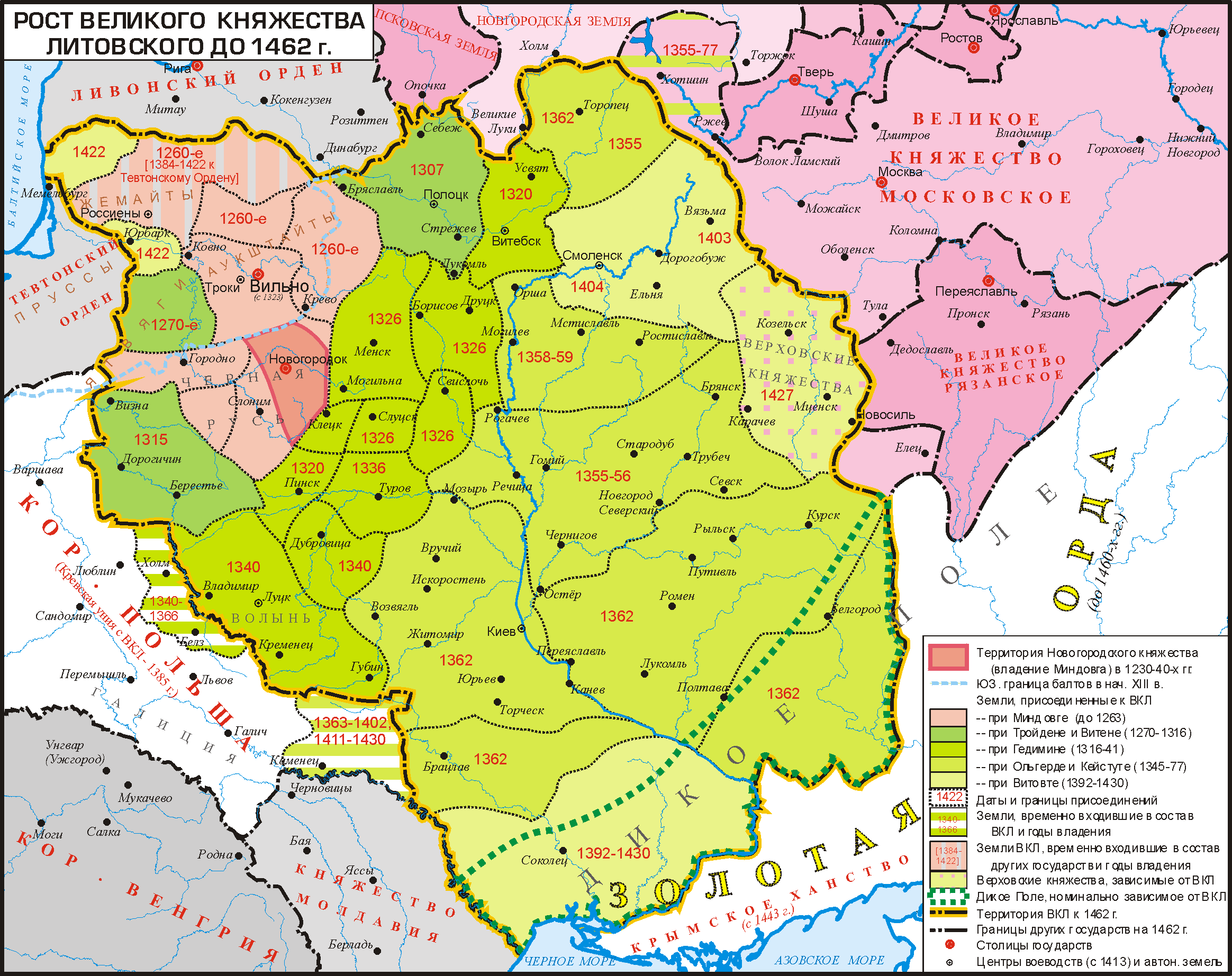
Подільська земля в складі ВКЛ

1425-35 Ров належав Івану Кмиті (Jan Kmicowicz). 1440 або 1443 року замок Ров перейшов «в державу» Стогневу Рею гербу Окша з Шумська.

Війська Кримського хана захопили місто в 1452 р., літописець Марцін Бельський описав ці події- 
|  | Татарська орда, яка вторглась на Поділля, взяла приступом і розграбувала фортецю в Рові, що належала шляхтичу Стогніву Рею. Старосту Рея разом з родиною було забрано в полон, замок зруйновано. Деякі мешканці знайшли притулок в Зінькові, але потім повернулися назад в вже засноване місто Бар (1540). |

1456 року Анджей Одровонж — воєвода руський, львівський староста — викупив у спадкоємців Рея (з дозволу Казимира Ягелончика) королівське місто Ров з селами Іванівці, Куманів, отримавши на них та Ялтушкові дальші застави на квоту 300 гривень та 80 угорських флоринів. Місто після нападу татар було в занепаді. За півстоліття замок був відбудований, переданий в управління воєводі Станіславу Одровонжу. Подільський воєвода Станіслав Одровонж одним із перших намагався заохочувати колоністів, тож випросив у короля пільги: Сигізмунд І надав 1532 р. привілей місту — за ним жителі Рова звільнялися від податків на 8 років. Перепис 1542 р. у порівнянні з 1530 р. показав, що населення лише зменшилося — вочевидь, через острах татарських набігів, останні з яких були в 1524 і 1528 рр.
Дружина Сигізмунда І, королева Бона Сфорца у 1533 р. прибула до Ровського замку із сином Сиґізмундом Авґустом. Нова глава в житті міста почалася 3 червня 1537 р., коли королева Бона викупила місто у Станіслава Одровонжа. Це був час так званої Курячої війни.
За наказом Бони Сфорца було зведено нову фортецю; місто перейменоване — Бар — на честь її рідного міста Барі в Італії. Пільговою грамотою від 24 листопада 1537 року вона звільняє всіх, хто поселився в Барі, від старостинських і королівських податків протягом 12 років, створює Барське староство. Внаслідок активно почали прибувати нові поселенці.
Бар разом з 5 містечками і 38 селами належав до числа так званих «столових маєтків» королеви Бони. У січні 1538 в Кракові вона схвалила план відновлення, завдяки чому Бар стає значним торговельним і культурним містом. Під керівництвом старости капітана Войцеха (Альберта) Стажеховського було збудовано замок (1538), обнесено місто та замок оборонним ровом, валом, баштами, вежами. Бар став потужною фортецею, захищеною від татарських нападів.
Проклали паралельні вулиці нового міста з ринком, викопали колодязі. З північної сторони замку в напрямку Івановець зведено польську частину міста(1540), на схід від замку, за ринком була закладена руська частина міста, куди повернулися жителі роззореного Рову, що сховались до Зінькова. Будівлі звели городяни своїм коштом, але у відповідності з планом королеви. Пізніше була Невідом закладена третя частина міста — Горний Бар, де Невід був призначений війтом, йому було дозволено побудувати власний будинок.

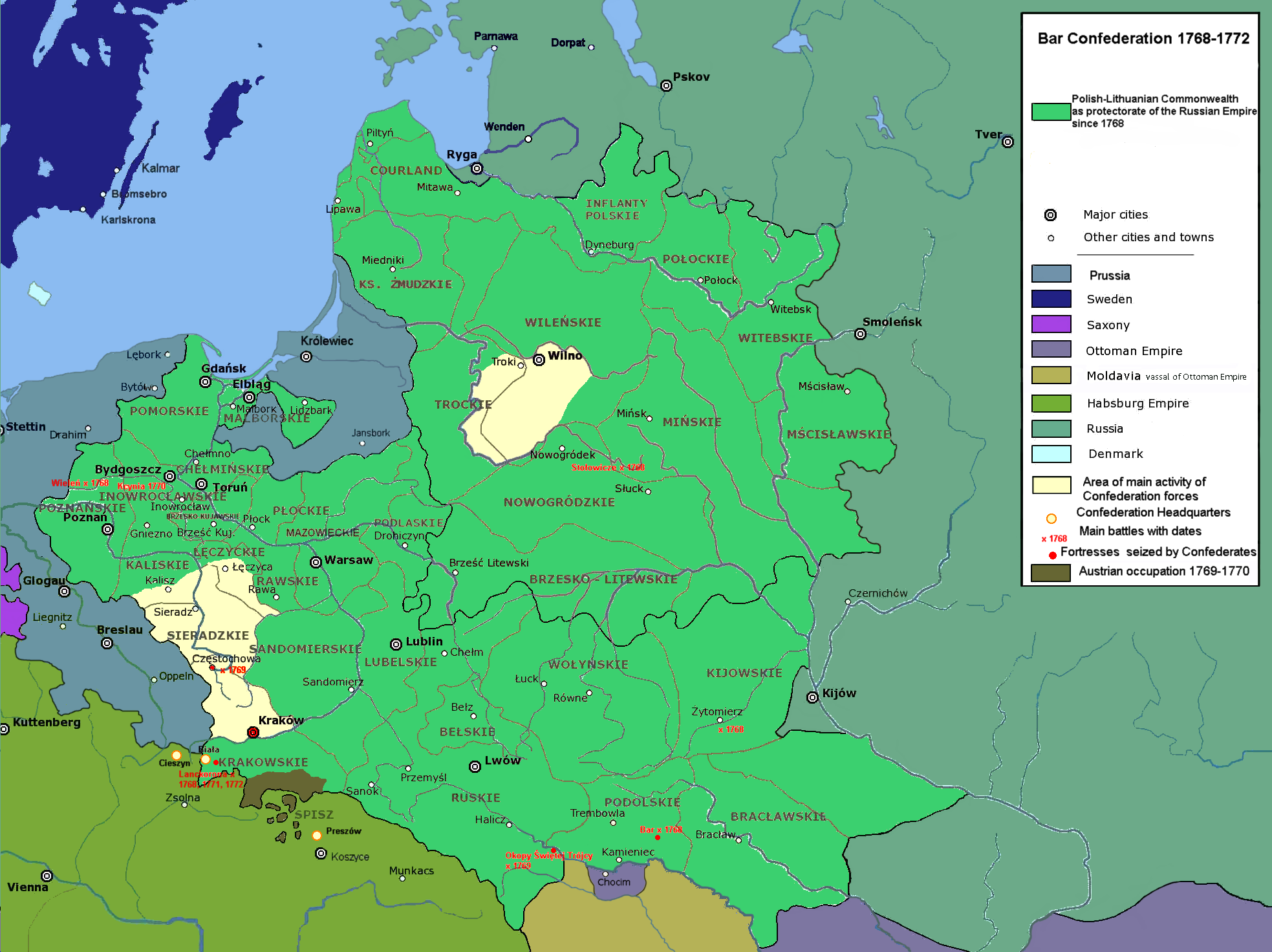
Барська конфедерація

Мешканцям міста дозволив король побудувати міст та брати з нього податок, Стажеховському було дозволено викопати став, на дохід зі ставу підтримувати оборонність міста.
У 1538 році м. Бар стає центром староства, яким залишається до кінця XVIII ст.
У 1540 р. місто отримує магдебурзьке право та герб з ініціалами королеви. [Архівовано 24 вересня 2015 у Wayback Machine.]
У 1540 р. Бона призначає старостою легендарного полководця Бернгарда Претвича, якого величали «стіна подільського краю». Провідну роль у торгівлі Бара відігравали євреї, перша згадка про яких датована 1542 р.
На честь Бони перейменовано вулицю Дзержинського після декомунізації рішенням міської ради.

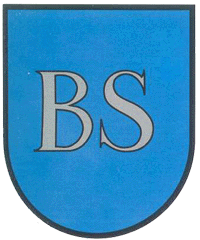
Герб 1540 р.

Бона Сфорца

Бар був зв'язаний шляхами з іншими фортецями, зокрема до Сорок пролягала Барська дорога
Інвентаризація замку 1550 відмітила в замку: 56 гаковниць, 1120 напівгаковниць, 11 мечів, 3 секири, 23 бочки пороху, 4743 куль, 6 замшових кафтанів.
Люстрація 1556 подає в Барі польському 120 будинків, у Барі руському — 150 будинків, у Барі черемиському було 51 будинків черемиських, а ляських та руських — 68. В 1576 королем Стефаном Баторієм всі три міста були об'єднані в одне місто. За люстрацією 1615 місто витримало татарський напад.
Бар був другим за величиною містом після Кам'янця в Подільському воєводстві та дорівнювало на той час Луцьку та Володимиру.

### Період Республіки Обох Народів

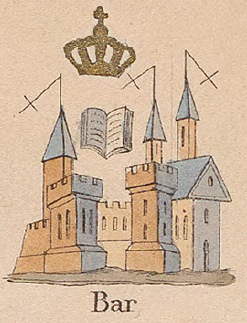
Бар на мапі Зигмунда Герстмана

1 липня 1569 року посли Великого князівства Литовського та окремо депутати польського сейму підписали акт про унію, утворивши Республіку Обох Народів (лит. Abiejų Tautų Respublika, пол. Rzeczpospolita Obojga Narodów). Вона завершила процес об'єднання двох держав, що розпочався з укладення Кревської унії 1385 року.
Після Люблінської унії територія Східного Поділля (Брацлавське воєводство), бо і більшість руських земель, відійшла до Польщі. В цей період у Барі знаходилася резиденція коронних гетьманів Речі Посполитої.
В зв'язку зі зростанням польського та католицького гніту, населення починає виступати проти шляхтичів, розпочинаються козацькі повстання. 1577 року в Барське староство вторгся з козацьким військом ватажок Іван Підкова, захопив Бар, а після цього попрямував у Молдавію, де згодом став правителем.
В 1594 р. вибухнуло велике повстання проти гніту польських феодалів під проводом Северина Наливайка і Григорія Лободи, у якому взяло участь населення Бара. Вони вигнали з Брацлава польських правителів, розгромили послане проти них королівське військо і в листопаді 1594 року заволоділи Баром, захопили і зруйнували фортецю. В Барі перезимували, провели тут козацьку раду, яка звернулася зі закликом підніматися проти гнобителів. Тут до них також приєдналося багато селян і міщан, які пішли походом на Поділля. Але в 1596 році повстання зазнало поразки. Після розгрому повстанців у 1596 р. старостою Бара став Станіслав Гольський, що започаткував будівництво нової католицької святині в польській частині міста (1598 р.). Храм був освячений у 1604 році й отримав за покровительку Святу Анну. Господарювання в Барі Станіслава Гольського на початку XVII ст. пов‘язують із появою в краї домініканців.
«Барський полк»- шляхетське ополчення Барського староства, що очолювалося полковником — заступником старости у військових питаннях. Полковник, крім того, був головою барського шляхетського суду, тобто реалізовував судово-адміністративні функції [Грушевский М. Барское староство. — С. 375—376]. Першу інформацію про існування полкової організації барської околичної шляхти подав В. Б. Антонович [див.: ЧИОНЛ. — 1888. — Кн. 2. — Отд. І. — С. 90].
В 1607 р. в місті був фундований Домініканський костел.
Між 1610-14 рр. староста Станіслав Жолкевський заклав в Барі єзуїтський колегіум, де пізніше розмістилися монахи-Василіяни. В 1773 р. в колегіумі навчалось 553 учні.
У 1636 р. у Бар переніс свою резиденцію гетьман великий коронний Станіслав Конецпольський. Коли влітку 1637 р. розгорівся черговий козацький бунт під керівництвом Павла Павлюка Міхновіча, 3 вересня Конєцпольський проголосив універсал, закликаючи до винищування повсталих разом зі своїми сім'ями і дітьми.
Конєцпольський почав будівництво нових укріплень в Барі. Будівництво нового замку і валів велось у 1630—1647 рр. на чолі з французьким архітектором де Бопланом, автором першої мапи Поділля (1650). За його планами створено чотирикутну фортецю з чотирма бастіонами, 6 м у висоту. Замок Бар став третьою за величиною (після Камянця і Меджибожа) фортецею Речі Посполитої, й разом із Бердичевим Бар називали «брама польської України». Сьогодні на місці фортеці є парк, оформлений на початку XX століття.
У часи повстання 1648—1657 рр. під керівництвом Богдана Хмельницького Бар був одним з важливих об'єктів, за який точилися запеклі бої. Із березня 1646 р — старостою барським став Миколай Потоцький. У відповідь на повстання козаків М. Потоцький 5 лютого 1648 р. розпочав військовий похід з Бара на Корсунь, звідки на придушення виступу Б. Хмельницького вислав загін із 2500 реєстрових козаків і 1500 жовнірів під загальним командуванням реґіментаря, свого сина Стефана.
В Барі та його околицях боротьба православного населення проти національно-релігійного і соціального гніту сягнула кульмінації влітку 1648 року. Враховуючи стратегічне значення міста король направив сюди 200 німецьких драгунів 1 200 піхотинців з 4 гарматами, які поповнили польську залогу, що становила близько 3000 осіб і мала 50 гармат, 5 тис. мушкетів, 100 бочок пороху. 25 липня почалась облога міста повстанцями під командою Кривоноса. Після кількаденної підготовки до штурму козацько-селянські загони при сприянні міщан, ранком 31 липня (за іншими джерелами 4-5 серпня) 1648 року оволоділи замком, який в руках польської шляхти був своєрідним ключем до Східного Поділля. Під час боїв використовувались гуляй-городи — пересувні дерев'яні щити з бійницями, за якими наступали козаки й селяни. Попри відмінні умови оборони після нетривалої облоги, він був узятий козаками Максима Кривоноса, які напали на місто, попри офіційне припинення вогню. Після чого повстанці знищили іновірців (неправославне населення).
Проте 18 березня 1649 року Бар знову опинився в руках польського загону. Деякі джерела стверджують, що розправу над постанцями в місті проводив Павел Потоцький, за що Богдан Хмельницький обіцяв посадити його на кіл. Прибуття козаків Кальницького полку змусило шляхту відступити. Однак відповідно до Зборівського договору 1649 р. Бар відійшов до Польщі.
Особливо жорстокі бої козаків із шляхетськими загонами під проводом гетьмана М. Калиновського розпочалися на Поділлі у 1651 р. В ніч з 9 на 10 лютого один із них напав на містечко Красне, під час оборони якого загинув полковник Д. Нечай. На початку березня полковнику І. Богуну біля Вінниці вдалося стримати наступ шляхетського війська і, завдавши йому кількох ударів, змусити втікати спочатку до Бара, а потім — до Кам'янця.
В лютому-березні 1651 року польські війська, які концентрувалися в районі Бара, підійшли до Вінниці. Але поблизу міста вони зазнали поразки. Переслідуючи ворога, уманський полковник Й. Глух взяв Бар. Незабаром польська шляхта знову захопила його. 1652 року селянсько-козацьке військо після перемоги під Батогом зайняло Бар.
У вересні 1653 року шляхетська Польща почала стягувати великі сили в район Поділля, сподіваючись взяти реванш за поразку. В район Бара й Шаргорода прибули головні сили селянсько-козацького війська на чолі з Б. Хмельницьким. Резиденцією гетьмана був деякий час Бар. Тут гетьман одержав через свого посланця Лавріна Капусту грамоту царя, у якій зазначалося, що він «под крепкую руку принимает Украйну». В листопаді-грудні 1654 року польське військо вдерлося на Брацлавщину і Поділля. 1655 року російські й українські війська вирушили на Бар і Кам'янець-Подільський. На Поділлі спалахнуло народне повстання. Селянські загони допомогли взяти Бар та інші міста. Але згідно з Андрусівським перемир'ям 1667 р. місто, як і вся Правобережна Україна, залишалося під владою Польщі. Магнати й шляхта відновили старі порядки. У Барі почав діяти польський магістрат. Повернулися єзуїти.
Жорстокі бої за Бар тривали з перемінним успіхом протягом кількох років. Деякий час Бар був резиденцією Богдана Хмельницького. Сюди в вересні 1653 року прибув з 30-тисячним військом Б.Хмельницький. Відомо декілька універсалів з поміткою «табір під Баром». Звідси Хмельницький повідомляв російських послів, що в польському таборі під Жванцем великі труднощі і голод, а козаки готові взяти осаджених штурмом. (докладніше  [Архівовано 17 листопада 2015 у Wayback Machine.])

У 1656 році турецький мандрівник Евлія Челебі фіксує в своєму щоденнику 
|  | Кам'яний Бар- справді могутня фортеця. Вона набагато краща за інші польські фортеці, має арсенал і гармати |

.

23 серпня 1671 Ульріх фон Вердум писав в нотатках: 
|  | На півночі міста височиться замок, оточений грубими мурами, з чотирма мурованими баштами, між ними веде брама до міста." |

, a також: «Місто оточене товстим палісадом, поділене на дві частини: східна частина більша і стоїть пусткою майже незаселена, менша частина сильно зруйнована. Над дверима ратуші на латині був напис: Deliberare mora tutissima est („навмисна затримка найбезпечніша“). Близько ратуші була мурована синагога. Залишилися незруйновані 3 дерев'яні церкви, костел перед замковою брамою, Єзуїтський колегіум та кармелітський монастир. Русини мають також ще дві церкви і євреї мають невелику синагогу. Навпроти замку знаходиться єврейське кладовище. На південному — заході місто оточене ставом, утвореним річкою Ров. На північному сході місто було оточене земляними валами і ровами, нині залишився тільки палісад.»

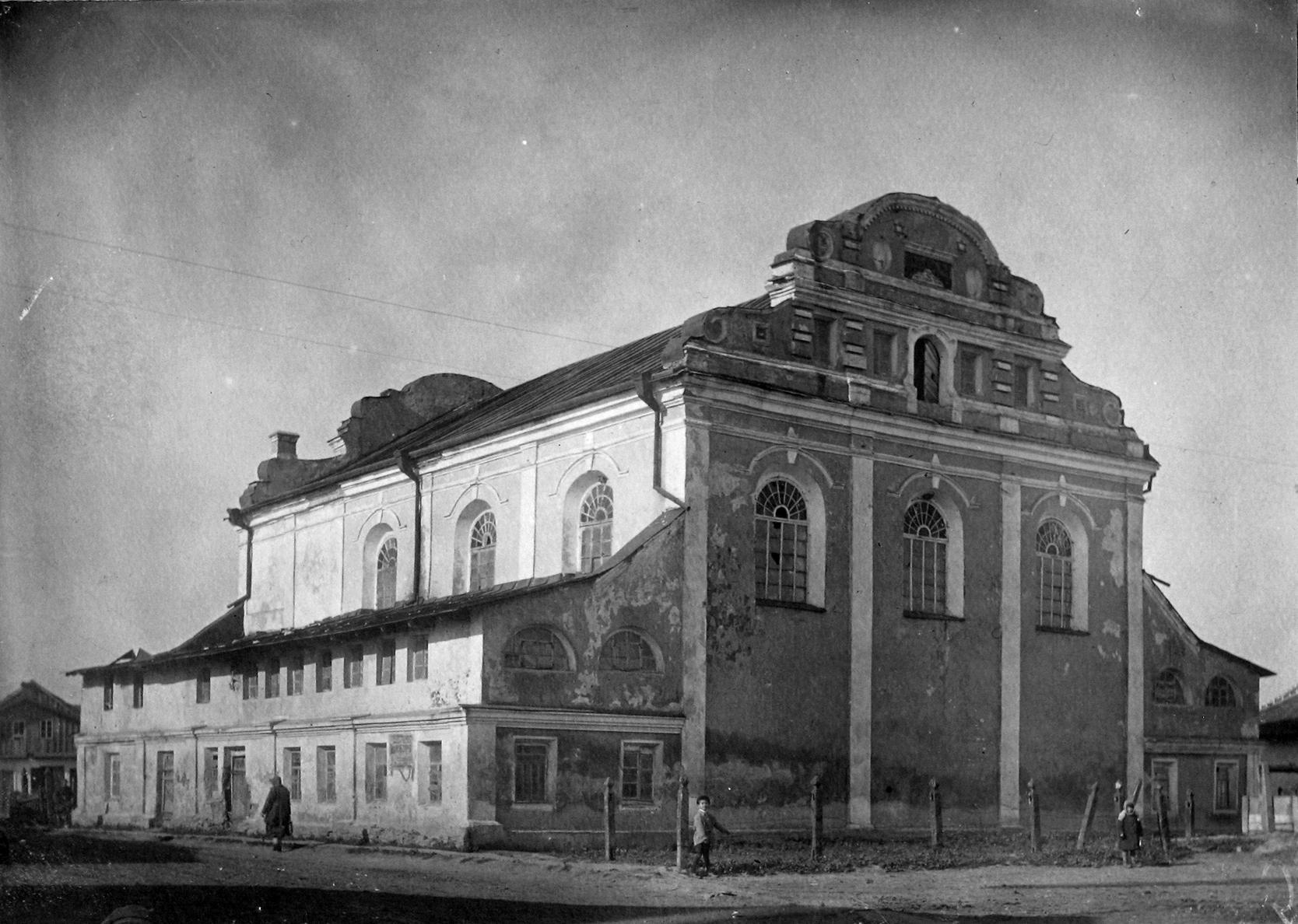
Синагога (Бар)

В Барі пройшло дитинство і юнацькі роки Мирона Костіна (1633—1691 рр.) — визначного політичного діяча, літописця, мислителя і самобутнього поета Молдови. Його батько Янко Костін, бувши господарем Молдови, виступив проти сваволі турецького султана і змушений був рятуватися від переслідувань на Поділлі біля Бара він мав маєток, тут і був похований. Мирон Костін, одержав освіту в відомому в той час Барському колегіумі на початку 1652 року повернувся в Молдову, де одружився з племінницею Петра Могили Оленою, внучкою Симона Могили. М. Костін став одним з найбільших землевласників князівства, посівши третє місце в майновій ієрархії молдавських феодалів.
Після обрання Івана Виговського гетьманом, Бар стає його резиденцією. У 1659 гетьманові війська запорозького Івану Виговському та його потомкам було надано «дідичним правом» Барське староство. Король Ян Казимір, перебуваючи в Барському замку в 1663 р. подарував Виговському село Шершне. Його син Євстафій в 1698 продав Барське староство Юрію Домініку Любомирському. Юрій Любомирський 1715 поселив в зруйнованому після турецького перебування Барі — монахів-Василіянів Унійної Церкви (Чину св. Василія Великого, що був заснований у Вільнюсі, Литва, 1617 р.), та надав їм для побудови монастиря місце Семенки, лісок Гунін, та два ставки.
З 1672 по 1699 р. місто перебувало під владою Османської імперії. Під час турецького правління, урядником Бара був литовський татарин — бей Алі (Александр) Кричинський. Тут був адмін. центр санджака — одного із 4 районів Подільського еялету. За Бучацьким договором 1672 р. Поділля відійшло до Туреччини. У липні 1673 р. Кричинський, лідер повстанців проти Речі Посполитої був призначений беєм в Барі.
У жовтні 1673 р., коли гетьман Собеський на чолі сильної армії виступив проти турків, у Барі вибухнуло повстання проти ставлеників османів. Хоча Кричинського було вбито, протурецькі сили залишились при владі. Навіть коли частина польської армії (20.X.1673) спробувала звільнити Бар, татари відбили атаку. Польний гетьман коронний Миколай-Єронім Сенявський, не маючи часу осаджувати замок, відмовився від штурму. Новий бей Барський — Хусейн Муравський ініціював подальші набіги на землі республіки.
9 листопада 1674 р. почалась облога замку військом Яна Собеського. 12 листопада бей Хусейн Муравський вирішив здати фортецю. Вся залога замку із Хусейном Муравський перейшла на службу до короля. У січні 1 675 король відправив Хусейна і полковника Яна Греба на переговори до кримського хана Селіма Гірея I у Бахчисарай, але Муравський перейшов на бік татар. Перед загрозою турецького вторгнення Собеський закликав Сенат Республіки передати туркам Бар і ще три міста (1678).
В 1699 р. за Карловицьким договором Правобережна Україна з Поділлям (і в тому числі Бар) повертаються до Польщі. Зруйноване місто тільки в 30-х роках вісімнадцятого століття почали відновлювати свою колишню значущість.

### Барський монастир

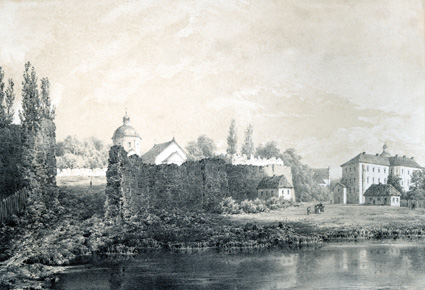
Бар. Вигляд фортеці з боку річки Рів. автор Наполеон Орда.

Після турецької влади на Поділлі на Семенках біля Бара був відновлений монастир на старому місці, монахів Чину св. Василія Великого. Монастир був з дерева та обнесений дубовим частоколом. За монастирем на схід був сад з різноманітних дерев і за садом ставок. В 1781 монастиреві були надані приміщення скасованого в 1773 р. Барського єзуїтського кляштору та колегії (з 1615 р.). Барська василіянська школа була найбільшою на Поділлі та налічувала 700 учнів. Після Подільського повстання 1830 р. Василіянська школа була закрита, а в 1837 монастир був приєднаний до православ'я. В Покровській церкві (будувалася 1701—1789) монастиря була чудотворна ікона, до якої на Миколая та на Покрови сходились прочани. Живопис ікони був старим візантійським.

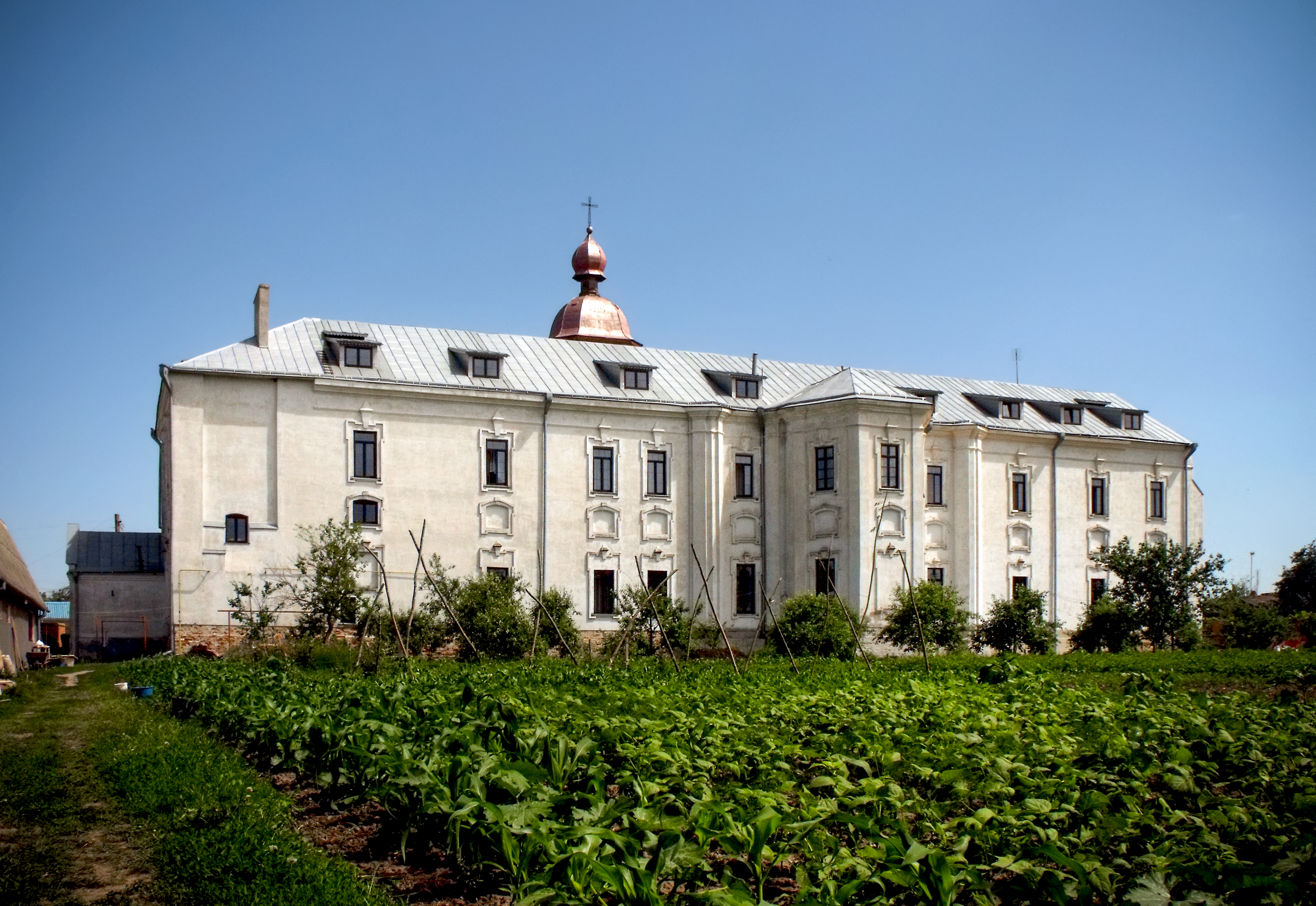
Бар. Комплекс кармелітського монастиря з вбудованою Покровською церквою і келіями.

Населення Бара брало участь у народному повстанні під проводом Семена Палія. 14 листопада 1702 року повстанці визволили місто від польсько-шляхетських військ. Але вже на початку 1703 року польські війська захопили Бар і вчинили жорстоку розправу над учасниками повстання. Внаслідок багаторічних воєн місто обезлюдніло, господарство занепало.
У 30-х роках XVIII ст. на території краю поширюється гайдамацький рух під керівництвом Неживого, Журби, Швачки, Бондаренка, Верлана. Вершиною гайдамацького руху була Коліївщина. Царський уряд допоміг полякам придушити повстання.
У другій половині XVIII ст. до Бара прибули кармеліти. Привів їх у 1759 р. місцевий староста — князь Антоній Бенедикт Константій Любомирський. На прохання отця Марка, настоятеля Аннопольського монастиря на Волині, староста подарував їм землі за мурами Бара. На площі у формі трикутника кармеліти почали будувати монастир і храм.
27 лютого 1768 р. завершилась робота сейму у Варшаві, який організував посол Рєпнін, який мав закріпити перехід Речі Посполитої під протекторат Росії. Російсько-польський трактат і два сепаратних акти про права дисидентів і російські гарантії польської конституції були затверджені сеймом. Після цього договори були ратифіковані російською імператрицею і польським королем. У відповідь шляхта розпочала громадянську війну.
29 лютого 1768 в Барі була проголошена Барська конфедерація. В місцевому костьолі під керівництвом кам'янецького біскупа Адама Красінського, магната Юзефа Пулавського, старости варецького, і його сина Казимира Пуласького відбулась заключне зібрання цієї військово-політичної організації, яка поставила собі за мету домогтися певних прав і привілеїв для магнатів і католицької церкви. Акт конфедерації спочатку підписали тільки вісім чоловік — Красінскі, Пуласкі із своїми трьома синами — Франциск, Казімєж, Антоній і племінник Домінік.
Проти конфедератів було послано російські війська під командою генерала Петра Кречетнікова, яких підтримувала вірна Станіславу Августу Понятовському коронна армія під командуванням Франциска Ксаверія Браницького. На чолі конфедератів були Каєтан Гіжицький, Войцех Барчевський і ксьонз Марк Яндолович (Marek Jandołowicz), засновник монастиря кармелітів у Барі. 9 червня 1768 із боями місто було взяте, за іншими даними Облога Бара (або оборона Бара) — почалась 19 червня 1768. 30 червня 1768 замок був здобутий штурмом під командою Апраксіна, потім росіяни рушили на Львів. Генерал-майор Апраксін 13 червня захопив Бердичів, де також оборонялись конфедерати. Після цього Барський замок був значно поруйнований і відтоді став занепадати.
Хоча польська армія не брала безпосередню участь у штурмі, Браницький давав команди російським солдатам для початку штурму.
Росіяни взяли в полон 1162 конфедерати і захопили 45 гармат, 440 рушниць і 320 шабель, втратили 250 солдатів. Втрати конфедератів склали 150 чоловік, але після битви росіяни стратили 250 полонених. За іншими джерелами у Барі загинули 600 чоловік і більше 1200 були заслані в Сибір та інші провінції в центрі Росії .
Ксьонз Марк Яндолович, який очолював перші засідання конфедерації і закликав місцеве населення до вступу в повстання під час бойових дій, був взятий в полон. «Отець Марк стояв з хрестом у руці, одягнений у біле вбрання, під градом куль на стінах — так спокійно, наче проводив звичну молитву». У 1771 р. російське військо вдруге розгромило конфедератів та зайняло Бар.
Після розпаду конфедерації, він був у в'язниці в Києві до 1776 р., після звільнення повернувся в Бар, а потім (в 1786 році) пішов до монастиря в Лешно у Варшаві.
Костел св. Анни, раніше домініканський, 17 століття був заснований старостою Гульським. Ченці покинули місто під час козацьких війн і повернулись на початку 18 століття. Після пожежі у місті, побудований новий костел на початку 19 століття. Нова церква, на початку 20 століття, побудований нео-готичний храм. Зберігся внутрішній інтер'єр (включаючи епітафії місцевої шляхти).
У (1803) монастир передали під православний жіночий Свято-Покровський монастир. Радянська влада розігнала черниць і монастир перетворився на житловий будинок. Пізніше занедбаний будинок прийшов в непридатність. Католики відновили його в 1991 році, після розпаду СРСР його по іронії долі передали їм.
В 1776 в Барі було 405 будинків і в селі Чемериси (раніше належало до міста) було 75 будинків.
Старости барські — Войцех з Білобок Стажеховський (перший), Бернард Претвич (?-1553), Гербурт (1524—1593), Миколай Бучацький-Творовський, Ґольський Станіслав (1553 — †1612), Станіслав Жолкевський, Микола Потоцький, Станіслав Ревера Потоцький, Богуслав Радзивілл (останній).

### В складі Російської імперії
З приєднанням Правобережної України до Російської імперії Бар в 1793 р. увійшов до її складу, у Брацлавське намісництво, а з 1797 р. — став заштатним містом Могилівського повіту Подільської губернії. Бар був центром одного із 4 поліційних округів (станів) повіту.
У першій половині XIX ст. у цій місцевості діяли угруповання, авторитетом у яких вважався Устим Кармалюк, який став прообразом Кармелюка, літературного персонажа на кшталт Робін Гуда. Розбійники діяли в районі Бар — Ялтушків — Ушиця. В грудні 1829 року вони напали на економію сусіднього села Комарівців, звідки походив один із сподвижників Устима Кармалюка — Йосип Серветник (він же Покотило, Покотильчук). Інший поплічник Карманюка — Ілля Малярчук з с. Гармак. Відомо, що і сам Устим таємно бував тут і зупинявся в сестри Й. Серветника і її знайомих. Справжня реальність була далекою від писанини романтиків — кармалюківці являли собою бригаду розбійників і серійних убивць, які катували своїх жертв, переважно беззахисних селян. До цих пір назва «кармелюки» у місцевого населення є синонімом слова «бандити».
Після скасування кріпацтва царський уряд здійснив 1870 року реформу міського самоврядування. Однак проведення реформи затягувалося на догоду дворянству. В Барі міське положення запровадили тільки 1892 року. До обраних міської думи й управи ввійшли багатії міста.
Бар перетворювався на промислове місто. Проте цей процес відбувався дуже повільно. 1865 року був збудований спиртовий завод. Напередодні першої світової війни в місті діяли також 4 цегельні підприємства, які мали по кілька робітників. Одночасно місто зберігало ремісничий характер. У 129 ремісничих закладах працювало 440 кравців, шевців та ін. Товари народних майстрів у великій кількості продавалися на ярмарках. Щороку в місті відбувалося 26 ярмарків.

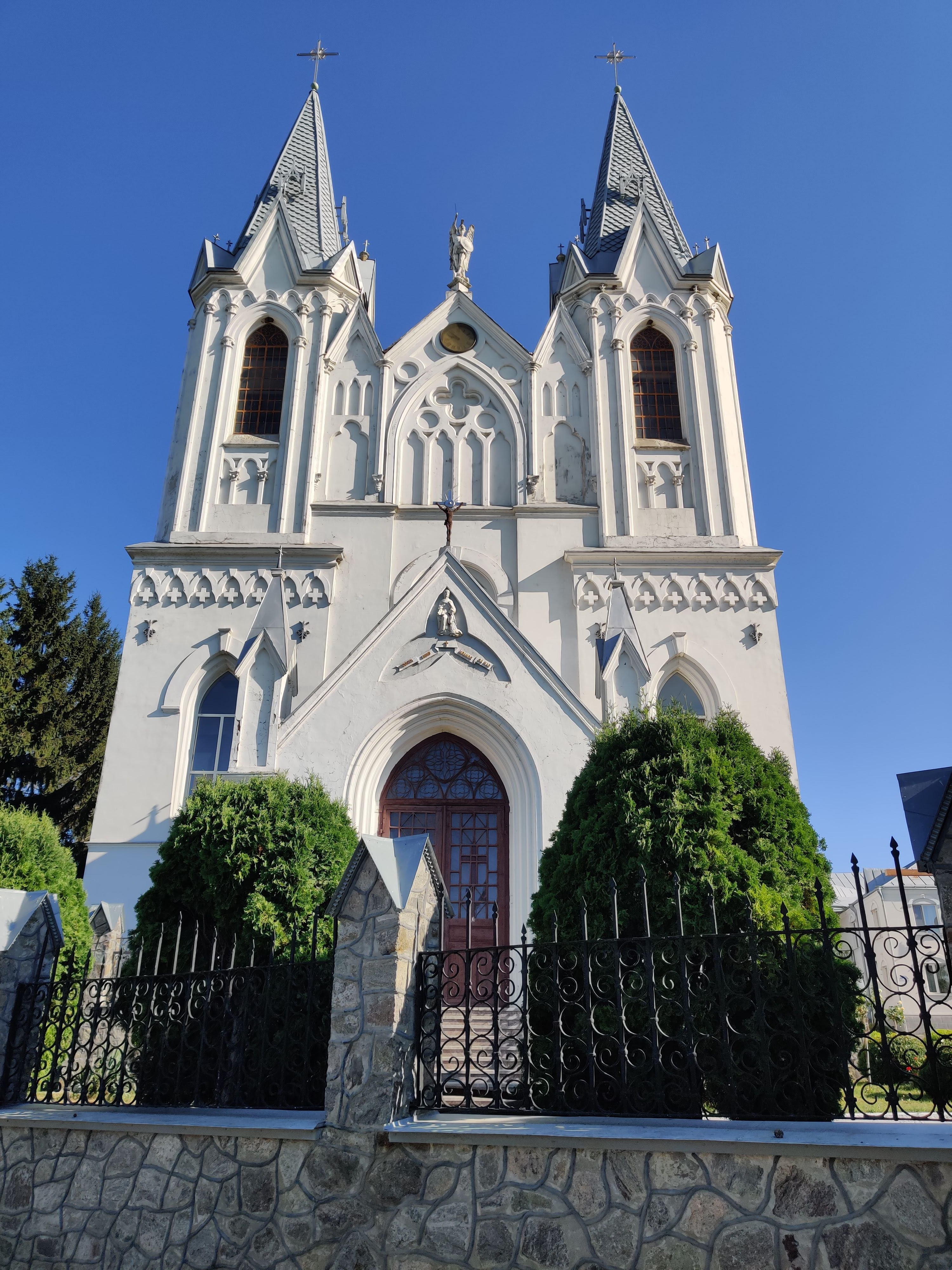
Костел св. Анни. (побудований домініканцями в 1811 р., у стилі неоготики перебудований 1906 р.)

У 1861 р. населення Бара становило 7965 мешканців (4248 — чоловічої, 3717 — жіночої статі), у місті було 824 будівлі, у тому числі 135 кам'яних. З п'яти заштатних міст Подільської губернії лише Бар визнавався промислово розвинутим. На 1861 р. тут діяли 4 шкіряні, 2 цегельні та 6 черепичних заводів. До виробничої сфери можна віднести діяльність 4 міських водяних млинів, а також розвинуту в Барі «фабрикацію угорських вин». В 1865 р. в Барі збудовано гуральню (майбутній спиртзавод). Але, переважна більшість міських мешканців займались різними ремеслами, торгівлею та сільським господарством. Так, у ремісничому виробництві Бара нараховувалося 467 ремісників (348 майстрів, 76 робітників та 43 учні), найбільше з яких було шевців — 130 майстрів, кравців — 38, ткачів — 35 та гончарів — 25. Серед культурно-освітніх закладів у першій половині XIX століття у місті було два училища — повітове, створене у 1803 р. і духовне, відкрите у 1837 р.
В другій половині XIX століття в соціально-економічному розвитку міста відбулися кардинальні зміни. У 1880 р. населення становило 8277 мешканців. З 1880 р. почав працювати пароводяний млин, відбулась реконструкція гуральні. Бар поступово перетворювався на промислове місто з розвинутою соціальною інфраструктурою. Подальшому піднесенню економіки міста сприяло введення в експлуатацію в серпні 1892 р. залізниці Жмеринка — Могилів-Подільський, на якій була побудована станція Бар (3а 5,5 верст від міста). У місті з'явилось велике індустріальне підприємство — цукрозавод, який дав першу продукцію у 1900 році.
Розвиток сільського господарства вимагав нової, досконалішої техніки, отож поблизу міста, у с. Лука-Барська наприкінці XIX століття почав діяти потужний чавуноливарний завод. У місті Бар продовжувався розвиток ремесел: шевської справи, ковальства та столярного ремесла.
Населення Бара 1905 року склало 19438 мешканців, для порівняння — у Вінниці було 37801 мешканець.
Помітні кроки відбулись у розвитку освіти та культури. Ще з 1888 р. діяло міське двокласне училище (нині будинок греко-католицької церкви). У 1906 р. було відкрите реальне училище (тепер СШ № 4), у 1911 р. — приватну гімназію для дівчат (тепер СШ № 2). 7 квітня 1899 року відбулось відкриття міської публічної бібліотеки, яка утримувалася за рахунок міста.
У 1905 р. Поділля охопили революційні виступи. Навесні і влітку 1905 р. було найбільше піднесення в Барі страйкової боротьби. В травні 1905 р. відбувся страйк Барської цукроварні. Робітники вимагали покращити умови праці і збільшити зарплату.
У 1911 році населення Бара становило 22 620 мешканців, конфесійний склад — юдеїв — 10 450 (46,2 %), православних і старообрядців — 9052 (40 %), римо-католиків — 3106 (13,7 %).

### Новітня історія 20 ст.

#### Перша світова війна
Перша світова війна 1914 р. завдала чимало шкод мешканцям міста. Місто часто переходило з рук в руки багатьом державам: то Німеччині, то Румунії, то Австро-Угорщині. Внаслідок цього місто часто розграбовували та руйнували. Ходили чутки, що війська вбивали місцевих жителів.

#### Визвольні змагання
10 (23) червня 1917 року Центральна рада прийняла І Універсал, який проголошував автономію України, внаслідок чого з'явилась УНР, до якої входив і Бар.
У лютому 1918 р. Бар окупували війська кайзерівської Німеччини. У боях з австро-німецькими окупантами брав участь барський червоногвардійський загін. Після перемоги революції в Німеччині 9 листопада 1918 року почалася масова евакуація окупаційних військ. Повстанський рух охопив усе Поділля. Скориставшись боротьбою народних мас проти уряду гетьмана Павла Скоропадського (29 квітня до 14 грудня 1918 року), Директорія з середини листопада до середини грудня 1918 року встановила свою владу на Поділлі.
23 березня 1919 р. Богунський полк захопив Бар. У червні цього року місто від більшовиків звільнили відділи УГА. Бар також став місцем дислокації Начальної Команди Української Галицької Армії — Генштабу УГА.
В січні 1920 року місто знову захопили загони Червоної Армії. В квітні місто було звільнене польськими та українськими військами, проте вже в кінці червня місто було остаточно окуповане російськими військами.
Під час погрому 1919 року загинуло 20 євреїв.

#### Більшовицький період

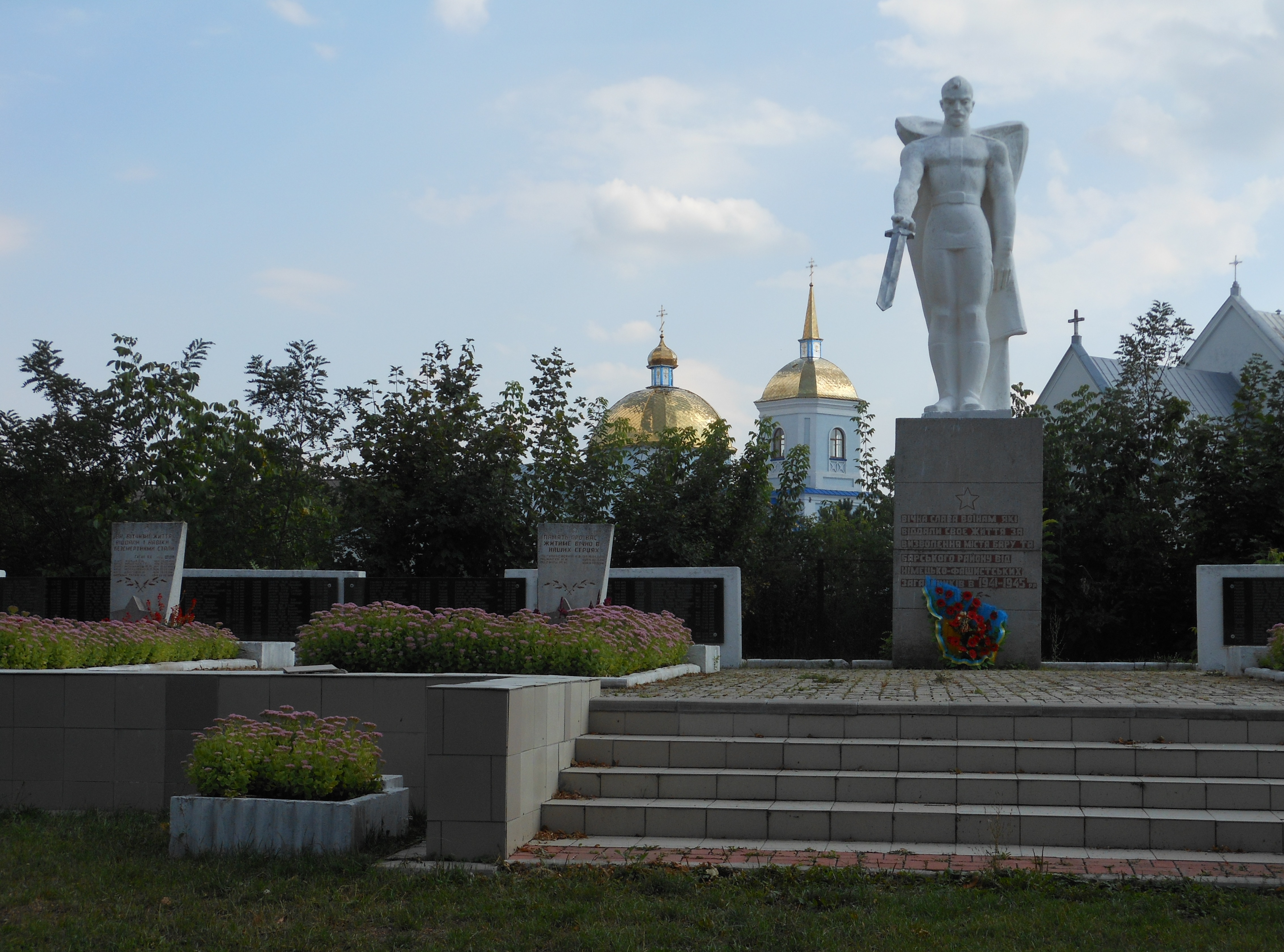
Братська могила воїнів Радянської Армії на території замку, які загинули при звільненні міста

Більшовицько-радянську владу в місті остаточно було встановлено 24 червня 1920 року і територія відійшла до УСРР, яка вже 30.12.1922 «об'єдналась» із трьома радянськими республіками у СРСР.
Зразу ж після закінчення громадянської війни розпочалося переслідування підозрілих більшовицьким режимом людей. Також почали відновлювати промисловість й сільське господарство. Реконструюються спиртовий та цукровий заводи, споруджується машинобудівний завод, відкриваються нові підприємства: цегельні заводи, хлібозавод, швейна фабрика, електростанція, машинно-тракторна станція. В 1925 р. був відкритий механічний технікум. Єврейське населення міста у 1926 році — 5720 людей (55 %).
З квітня 1931 р. почала виходити районна газета «Більшовицькими темпами» (тепер «Подільський край»). Місто було електрифіковано у 1936 р. У Барі будують районну лікарню, школи.
1938 року надано статус міста (з включенням в міську смугу с-ща Барська Юридика).
Під час другого голодомору у 1932–1933 роках, проведеного радянською владою, загинуло 15 осіб.
16 липня 1941 р. гітлерівці окупували Бар. В період окупації було створено округ із 4 районів — Барський ґебіт. Діяло гетто, куди нацистами насильно зганялися євреї для компактного мешкання. Окупанти розстріляли близько 7,5 тис. мирних громадян єврейського походження, близько 2 тис. українців вивезли на примусові роботи до Німеччини.
Для боротьби із загарбниками в лютому 1942 року в місті створено підпільну організацію, у червні — підпільно-патріотичний комітет — штаб підпільної групи, до якого ввійшли бухгалтер маслозаводу Л. Л. Гуменний, С. І. Козловський, К. Ф. Шкарлет, а також керівник Ялтушківської групи інженер В. С. Банос (Москвін). Було призначено явки — в квартирах К. Горбатого, Б. Заболотної, у селі Шершнях — у вчителя В. Я. Короля, встановлено зв'язок з підпільниками сусідніх районів Кам'янець-Подільської області. На складі, де працював Я. Валентюк, знаходився радіоприймач штабу. Тут приймали зведення Радінформбюро, а потім на цьому матеріалі випускали листівки, розповсюджували їх серед населення. Патріоти Я. М. Богданов, А. І. Хамзін, Р. 3. Якупов спалили залізничний міст біля станції Бар, влаштовували аварії на цукровому заводі, виводили з ладу машини й деталі на спиртовому заводі. Підпільники збирали зброю, заготовляли продукти, медикаменти, а восени 1943 року багато барських патріотів влилося в партизанський загін М. Р. Соболева, який діяв у південних районах Кам'янець-Подільської області. Партизани громили поліцейські загони, німецькі обози, знищили фашистську варту на кінному заводі села Гуль, а коней роздали селянам.
За героїзм і мужність, виявлені в боротьбі з фашистськими окупантами, близько тисячі воїнів- жителів Бара — нагороджені орденами й медалями, а колишньому робітнику Барського цукрового заводу, старшині, парторгові артилерійської батареї М. В. Медвецькому посмертно присвоєно звання Героя Радянського Союзу. Двома орденами Слави і орденом Червоної Зірки нагороджено кулеметника Григорія Грабов'яка.
19 березня 1944 р. війська 18-ї та 38-ї армій Першого Українського фронту розпочали бої за визволення міста і 25 березня частини 305-ї стрілецької дивізії (командир — полковник О. Ф. Васильєв) 74-го стрілецького корпусу 38-ї армії оволоділи Баром. У боях за місто загинуло 453 воїни Червоної Армії, їх поховано в центрі міського парку в братській могилі.

### Після відновлення незалежності України
З 1991 року Бар в складі незалежної України.
12 червня 2020 року, відповідно до Розпорядження Кабінету Міністрів України № 707-р «Про визначення адміністративних центрів та затвердження територій територіальних громад Вінницької області», місто Бар стало адміністративним центром — Барської міської громади.
19 липня 2020 року, в результаті адміністративно-територіальної реформи та ліквідації Барського району, місто увійшло до складу Жмеринського району.

## Населення
Населення міста — 15 337 осіб станом на 01.01.2022 року.

### Національний і мовний склад
| Національність | %       | Належна мова | %       |
| -------------- | ------- | ------------ | ------- |
| українці       | 94,13 % | українська   | 95,85 % |
| росіяни        | 4,36 %  | російська    | 3,80 %  |
| поляки         | 0,59 %  | польська     | 0,11 %  |
| євреї          | 0,34 %  | єврейська    | 0,02 %  |

## Економіка

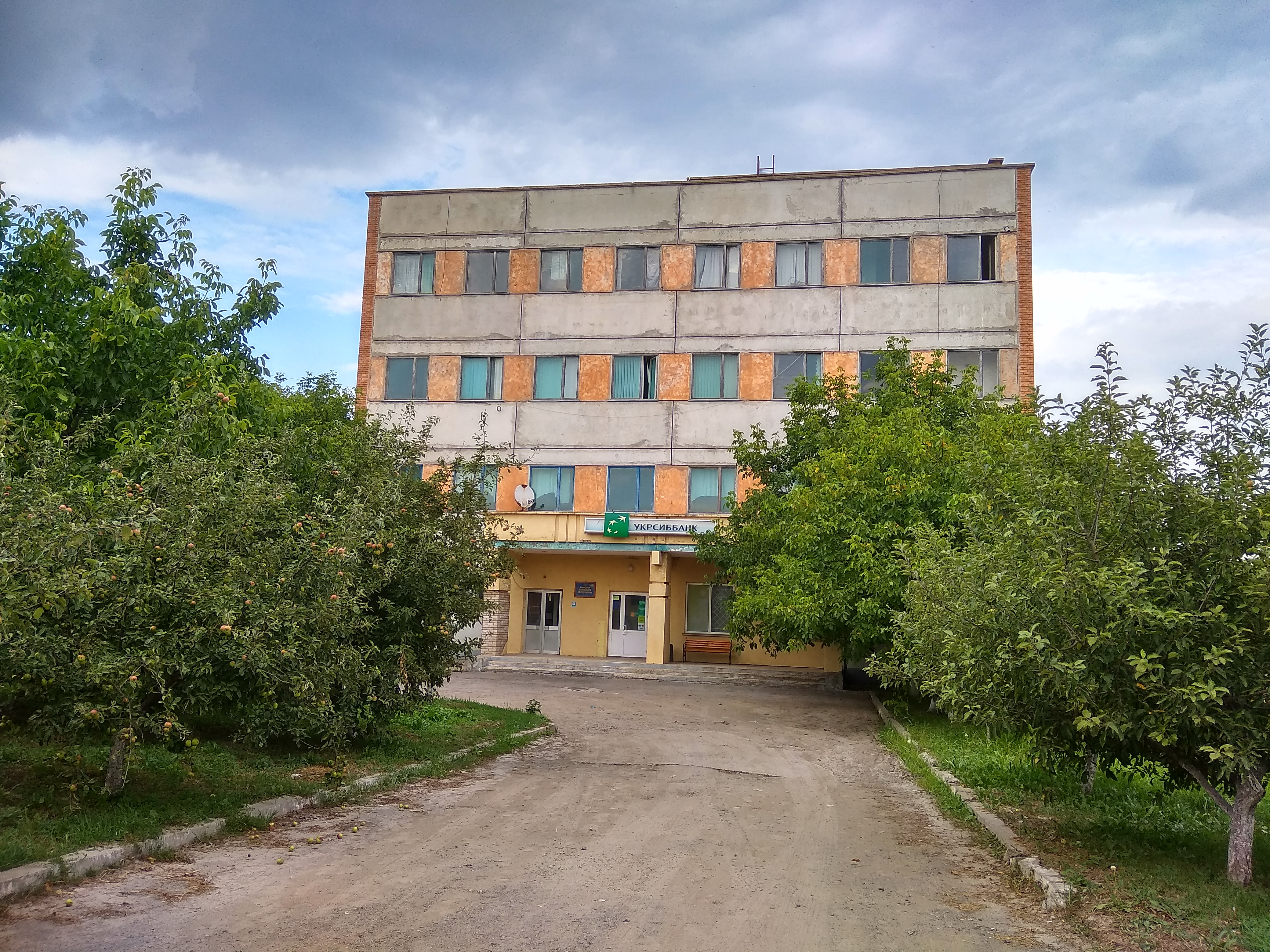
Барська швейна фабрика

У післявоєнні роки зведено п'ять житлових багатоповерхових будинків, два дитсадки, педагогічне училище, приміщення районної поліклініки, будинок урочистих подій, водозабірний комплекс, котельна теплова мережа.
У 1974-78 рр. поблизу міста було споруджено ЛЕП 750 кв — Лінія електропередачі Альбертірша-Вінниця (див. Мир (енергосистема)). Будівництво останньої ділянки транзиту 750 кВ Донбас — Дніпро-Вінниця-Західноукраїнська-Альбертірша (Угорщина) було завершено наприкінці 1978 р. З 1979 р. розпочалася паралельна робота ЄЕС СРСР і ОЕС країн — членів РЕВ.
Найбільш динамічний період розвитку міста припав на 1970-80 рр. і був пов'язаний із стратегічним проєктом РЕВ — будівництвом газогонів «Союз» (Оренбург-Західний кордон, 26 млрд.куб.м./рік), здано у 1979 р. «Уренгой-Ужгород» (28 млрд.куб.м./рік), який було завершено у 1983 р. і «Прогрес» (Ямбург-Західний кордон, 26 млрд.куб.м./рік), здано у 1988 р. Всі мають діаметр 56 дюймів (1420 мм). В розбудові міста взяли участь спеціалісти із НДР, ЧССР та ін. країн, які мали стати споживачами газу. В цей період місто розвивалось темпами не баченими, мабуть, від часів Бони Сфорца.
Споруджено газокомпресорну станцію та газовідвід від основної магістралі до м. Бар (всього на українській ділянці 9 станцій). Створено Барське ЛВУМГ «Черкаситрансгаз» 24.03.1978 р.
Але вже починаючи від 1993 р. проводиться активна деіндустріалізація, ліквідація великих підприємств харчопрому, якими було насичене місто. Такий керований економічний колапс помітно поліпшив екологію району, однак погіршив і без того нестабільну економіку міста та району.
Діють завод соків «Пфаннер»(«Pfanner»), підприємства з розливу мінвод, Барський машинобудівний завод, Барський птахокомбінат (м'ясокомбінат), швейна фабрика. Зупинили виробництво цукровий завод, хлібзавод (влітку 2012) і спиртзавод.
Наприкінці 2010 року «Укренерго» підписала контракт з Dalekovod про будівництво одноланцюгових ЛЕП 330 кВ "Дністровська ГАЕС — підстанція «Бар».
У Барському районі сформований вузол генерації, що складається з діючих фотоелектростанцій ФЕС «Бар» потужністю 6,05 МВт, ФЕС «Верхівка» — 2,8 МВт і нової станції ФЕС «Балки» — 7МВт, а також сонячних станцій, що знаходяться на стадії будівництва. На кінець 2016 сумарна потужність цього енерговузла складе 21,86 МВт. [Архівовано 20 листопада 2016 у Wayback Machine.]

## Транспорт і шляхи
Через місто пролягає дорога Т 0610, Т 0229, найближчі євроавтошляхи E50 і E583.
Перевезення по ст. Бар здійснюють приміські дизель-поїзди за маршрутом Жмеринка — Могилів-Подільський. Пасажирські поїзди «Подільський експрес» за маршрутом Київ — Могилів-Подільський.
По ст. Васютинці: поїзди Гречани — Жмеринка.
Найближчий залізничний вузол — Жмеринка (станція) (44 км від Бара автошляхом через с. Лука Барська), де можна здійснити пересадку в напрямках :
| - Козятин, Київ. - Одеса | - Хмельницький, Львів - Кишинів |

## Освіта, культура, спорт

### Навчальні заклади
- Державний навчальний заклад «Барський професійний будівельний ліцей»,[19]
- Барський коледж транспорту та будівництва Національного транспортного університету,[20]
- Барський гуманітарно-педагогічний коледж ім. Михайла Грушевського,[21]
- Обласний гуманітарний ліцей для обдарованої молоді з сільської місцевості,[22]

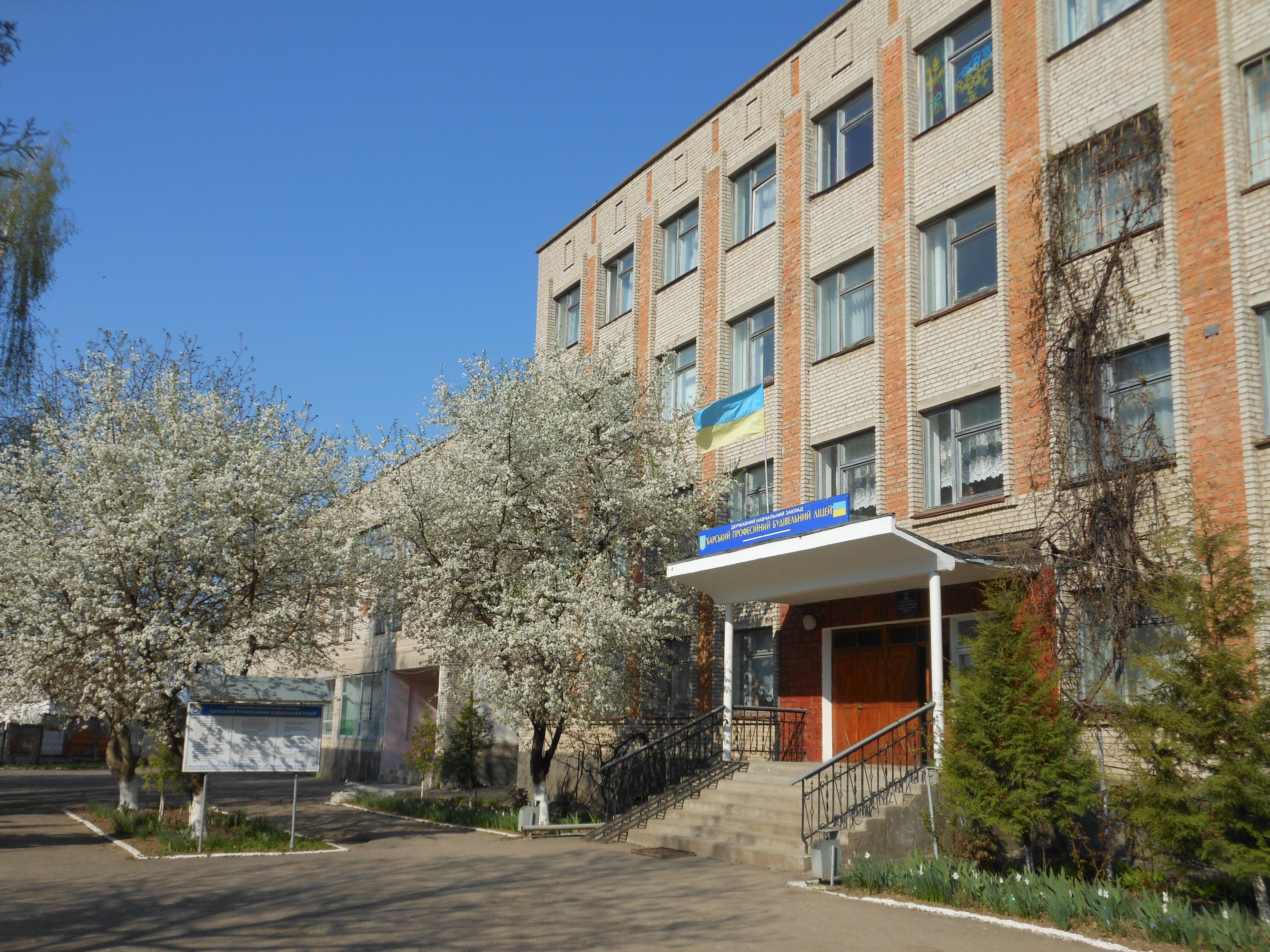
ДНЗ "Барський ПБЛ"
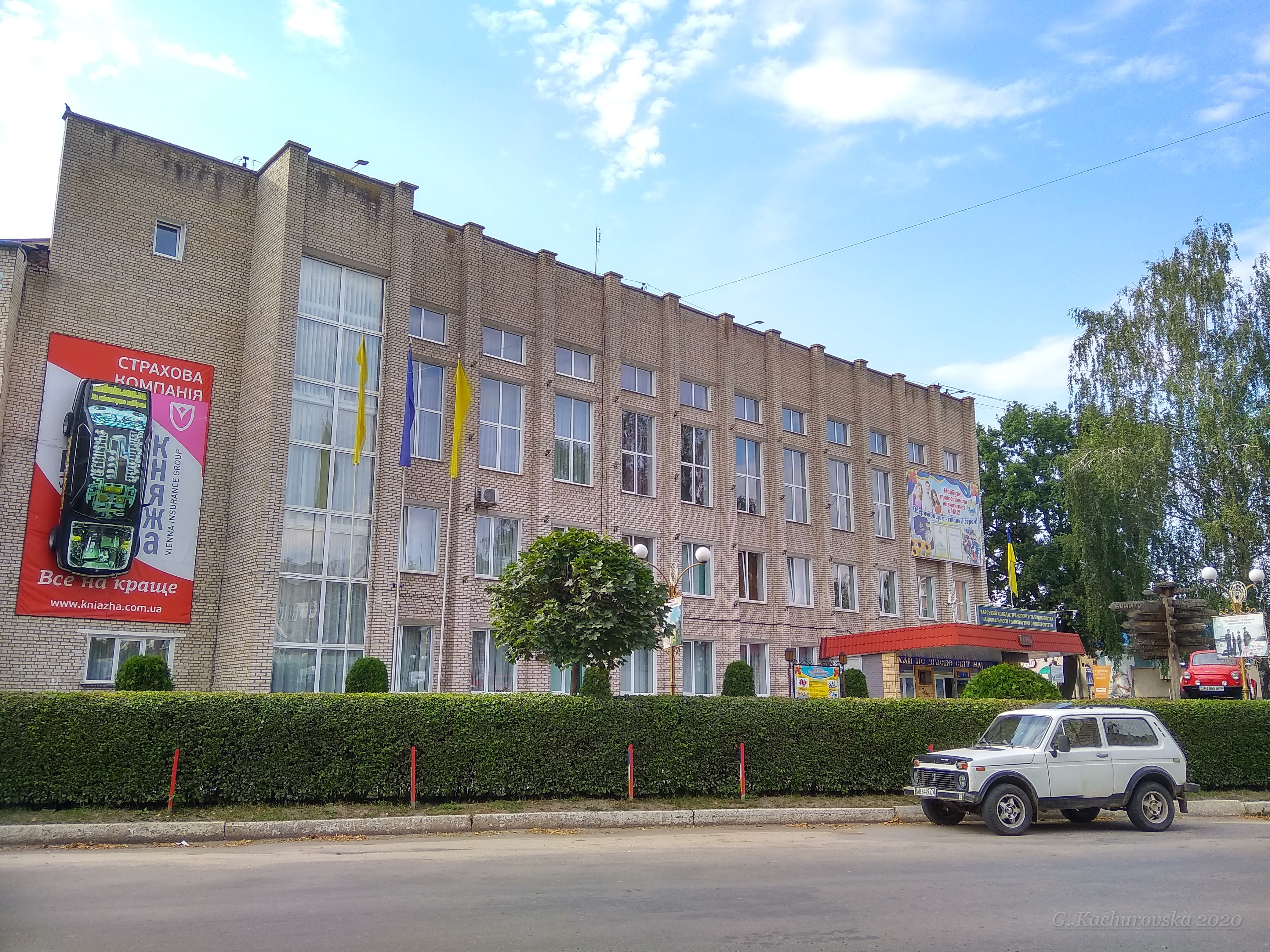
Барський коледж транспорту та будівництва
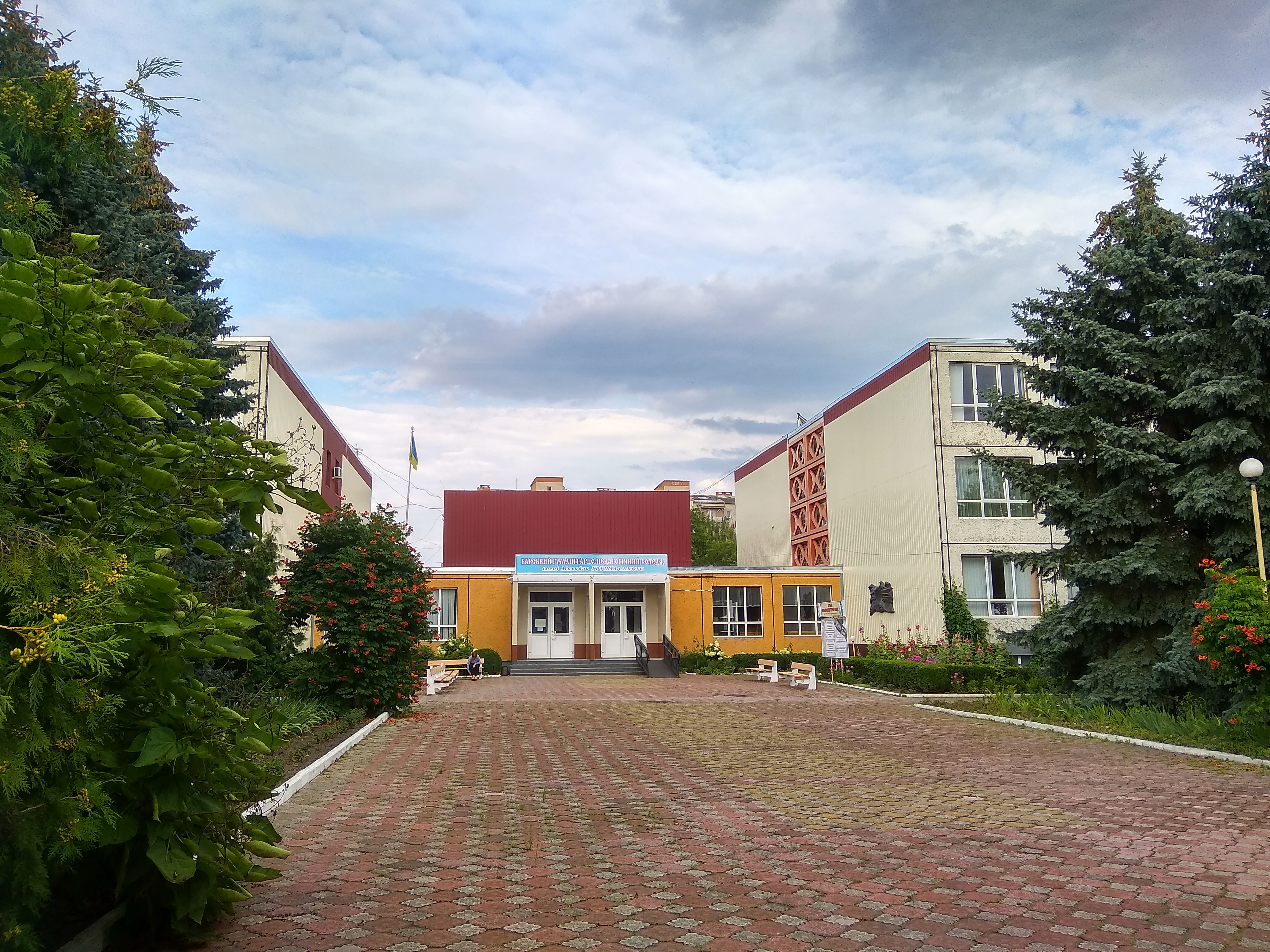
Барський гуманітарно-педагогічний коледж

### Загальноосвітні школи міста
Барська ЗОШ №1,
Барський ліцей № 2,
Барська ЗОШ № 3,
Барська ЗОШ № 4.

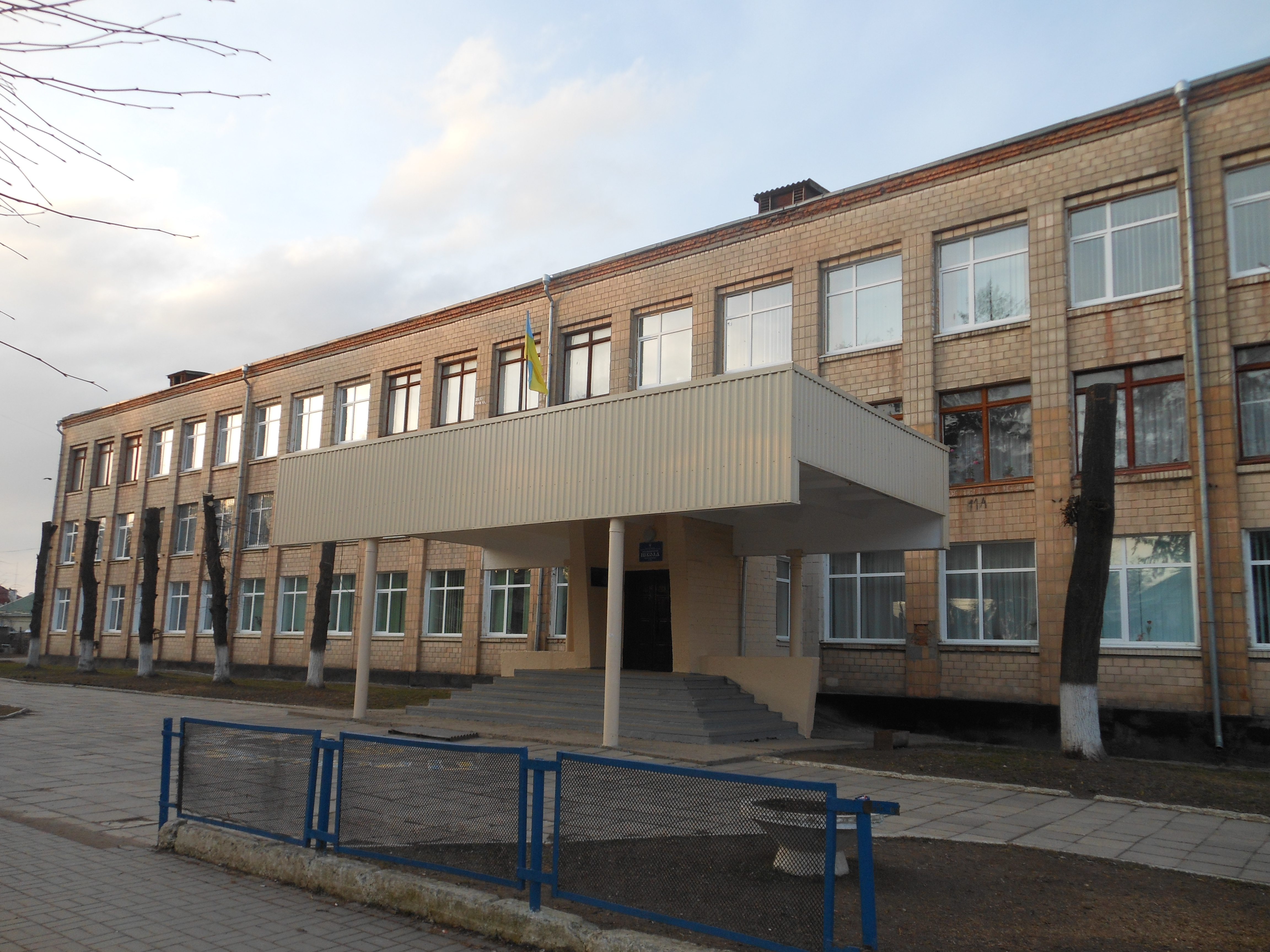
ЗОШ № 1
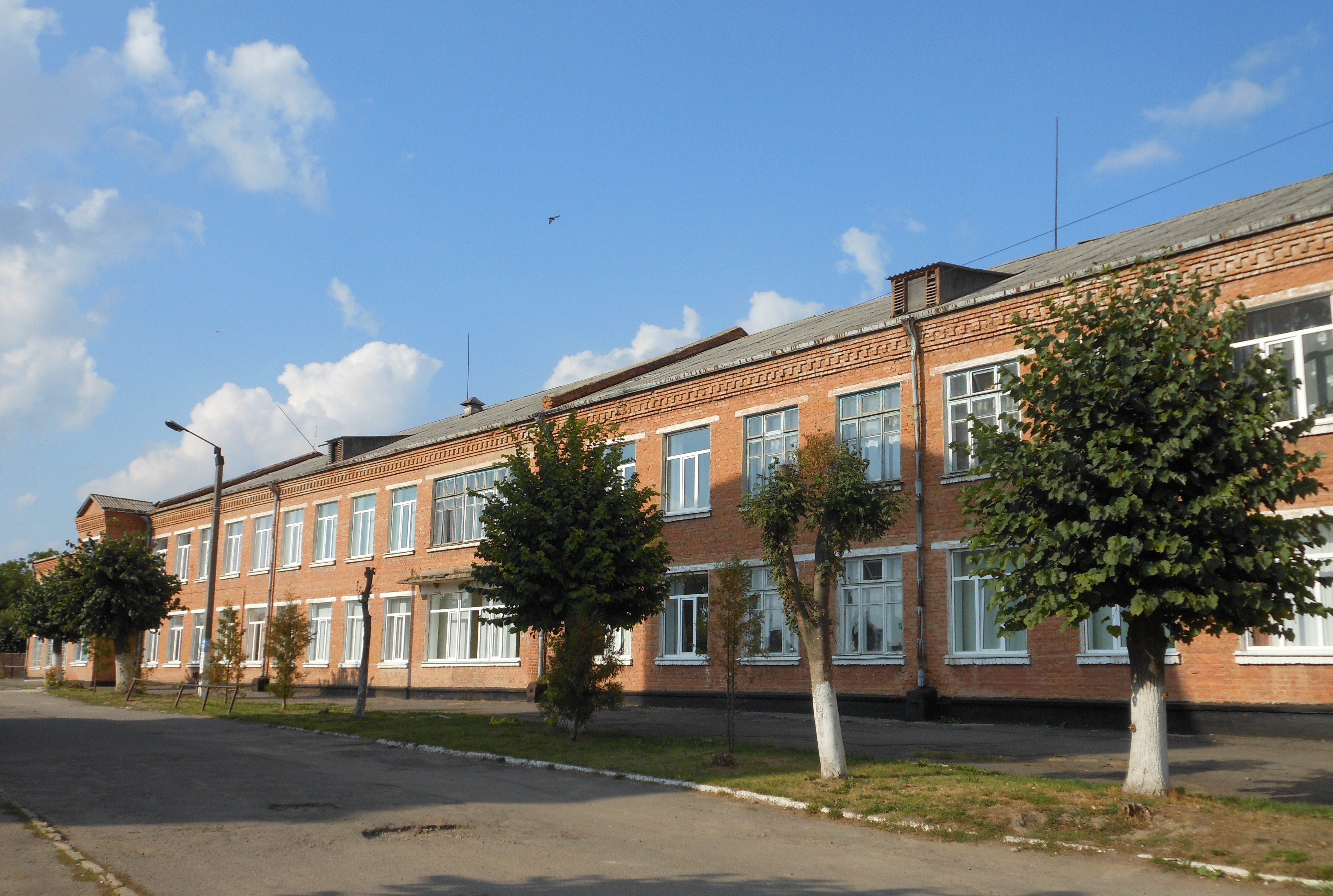
ЗОШ № 2
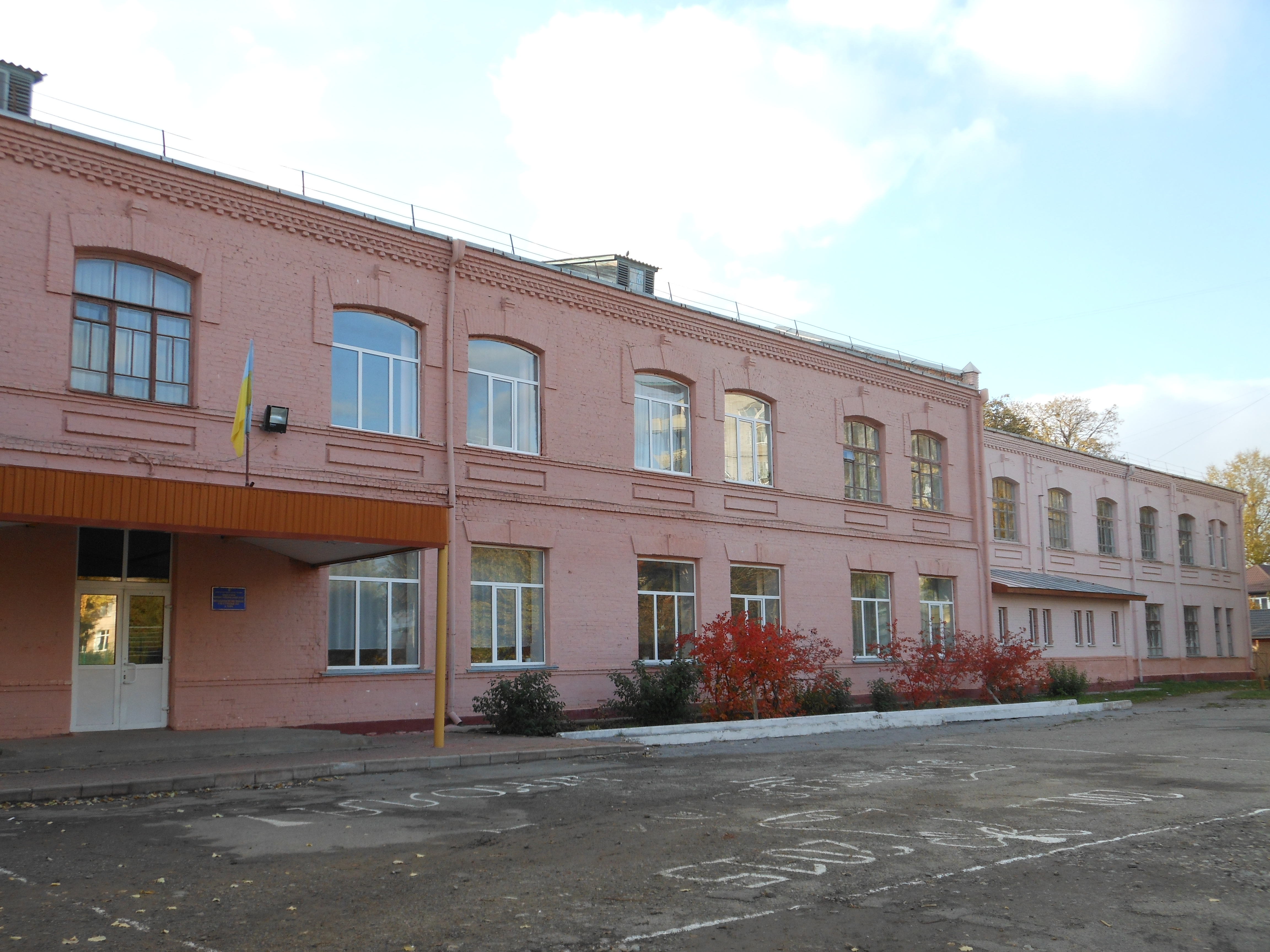
ЗОШ № 3
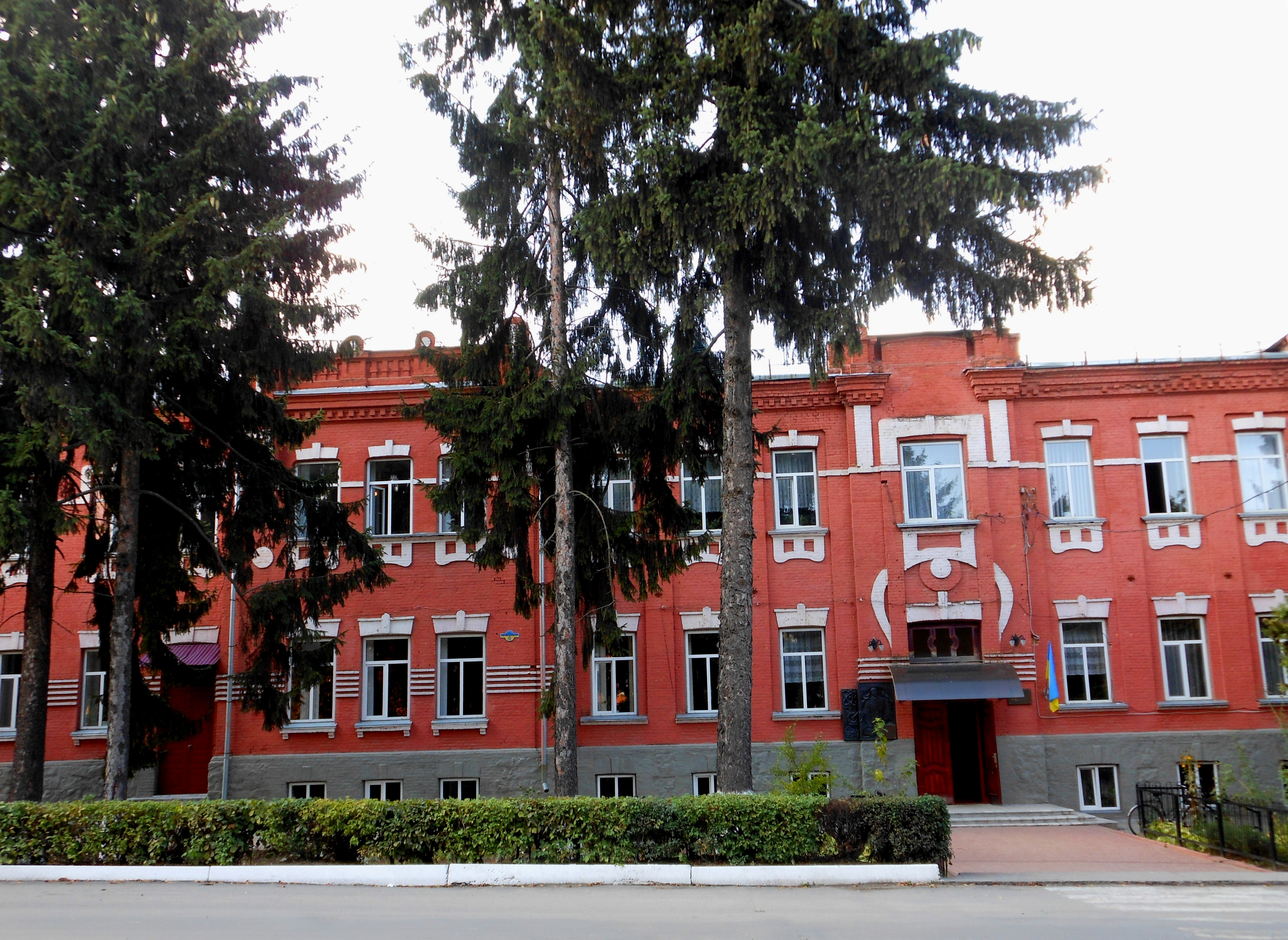
ЗОШ № 4 / Будинок реального училища 1907 р.

### Заклади культури
В місті працює музична школа. Періодично проводяться міжнародні та всеукраїнські історичні, краєзнавчі, педагогічні конференції. Сучасним інформаційним, освітнім, культурним та громадським центром в місті є Барська публічна бібліотека.
З 2016 року у місті діє Барський міський художній аматорський театр, відомий своїми культурними проєктами, направленими на реабілітацію учасників бойових дій та соціалізацію людей з порушенням зору засобами театрального мистецтва, відродженням народних художніх промислів, передовсім — Барської кераміки. Досвід організації неодноразово було презентовано на всеукраїнських та міжнародних форумах, діяльність колективу висвітлюють місцеві, регіональні та всеукраїнські медіа. Актори театру є лауреатами та переможцями обласних, всеукраїнських та міжнародних конкурсів і фестивалів. Барський МХАТ — перший мистецький колектив колишнього Барського району, що побував з гастролями у зоні проведення Антитерористичної операції (Операції об'єднаних сил).

### Спорт
- В 1964 р. засновано Барську дитячо-юнацьку спортивну школу, яка підготувала багато талановитих спортсменів з волейболу, футболу, легкої атлетики, баскетболу (команда «Регіна-Баскет-Бар»[28]).

В технікумі ведеться підготовка лижників, у клубі «Денс-стиль» — майстрів спортивного танцю, у клубі «Дао» — майстрів з карате, ушу, кікбоксингу. Добровільне спорттовариство «Колос» відоме футболістами (команда «Штурм»).
В місті будується новий спорткомплекс із басейном, діє оздоровчо-спортивний клуб «Криголам».
- В місті працює районна радіостанція на частоті 67,91 МГц,[29] студія кабельного телебачення, виходять газети «Подільський край»,[30] «Барчани»,[31] «Незабаром» і «Башта».[32]

14 жовтня 2015-го, на Покрову Пресвятої Богородиці в Барі відбулося освячення братської могили вояків УГА. Могила відновлена зусиллями греко-католицької парафії Різдва Пресвятої Богородиці. У Барі знаходився найбільший військовий шпиталь, у ньому перехворіло до 2500 вояків УГА, померлих хоронили в братську могилу. За більшовиків могилу зрівняли із землею. У 2000-х роках могилу за сприяння історика-краєзнавця Миколи Йолтуховського могилу віднайдено, пластуни місце розчистили та насипали невелику могилу.
- Готелі: «Барселона»,[33] «Перлина»
- Пам'ятники: Шевченку Т. Г., Михайлу Сергійовичу Грушевському, скульптура воїна-визволителя на братських могилах на території парку, меморіал барчанам, полеглим в роки німецько-радянської війни, бюст Врублевського М. Є., стела Делімарського Ю. К.

Братська могила 474 учасників громадянської війни і 453 воїнів Радянської Армії, які загинули при звільненні міста

### Екскурсійні об'єкти
- Кафедральний собор Успіння Пресвятої Богородиці (1757) [Архівовано 21 березня 2015 у Wayback Machine.],
- костел святої Анни (з 1811 року — костел святого Миколая, добудовано у 1906 році),
- Кармелітський монастир XVI ст. (зараз монастир сестер-бенедиктинок),
- будинок М.Коцюбинського,
- жіночий монастир Барської ікони Пресвятої Богородиці ,
- греко-католицька церква XVII ст. (монастир святого Івана Хрестителя отців Василіян),
- руїни Барської фортеці,
- етнографічний музей у Барському коледжі транспорту та будівництва.
- Гора Бони Сфорци (висота до 30 метрів).[34]

### Музеї міста
- Барський історичний музей[35]
- Етнографічний музей у Барському коледжі транспорту та будівництва
- Музейно-виставкова зала[36] Барського гуманітарно-педагогічного коледжу ім. Михайла Грушевського
- Музей побуту Барської ЗОШ № 1

### Фестивалі та ярмарки
У Барі проводяться фестивалі та ярмарки. Серед них:
- «Apple Bar» — міжнародний фестиваль-ярмарок. Вперше відбувся у жовтні 2017 р.;
- «БарРокКо» — всеукраїнський молодіжний рок-фестиваль. Музичний фестиваль започатковано в 2007 році.[37]

## Пам'ятки культурної спадщини
| Найменування пам'ятки                           | Час створення       | Місце розташування                  | Охоронний номер |
| Пам'ятки національного значення                 |                     |                                     |                 |
| ----------------------------------------------- | ------------------- | ----------------------------------- | --------------- |
| Барська фортеця                                 | 1538-1636 роки      | м. Бар, вул. В. Буняковського, 7    | 960             |
| Кармелітський монастир                          | XVI ст.             | м. Бар, вул. В. Монастирська        |                 |
| Кафедральний собор Успіння Пресвятої Богородиці | 1757 рік            | м. Бар, вул. Святого Миколая, 10/22 | 63              |
| Пам'ятки місцевого значення                     |                     |                                     |                 |
| Будинок реального училища                       | 1904-1907 роки      | м. Бар, вул. Героїв Майдану, 5      | 33-М            |
| Будинок житловий                                | 1913 рік            | м. Бар, вул. Святого Миколая, 16    | 227-М           |
| Особняк                                         | початок XX сторіччя | м. Бар, вул. М. Леонтовича, 8       | 228-М           |

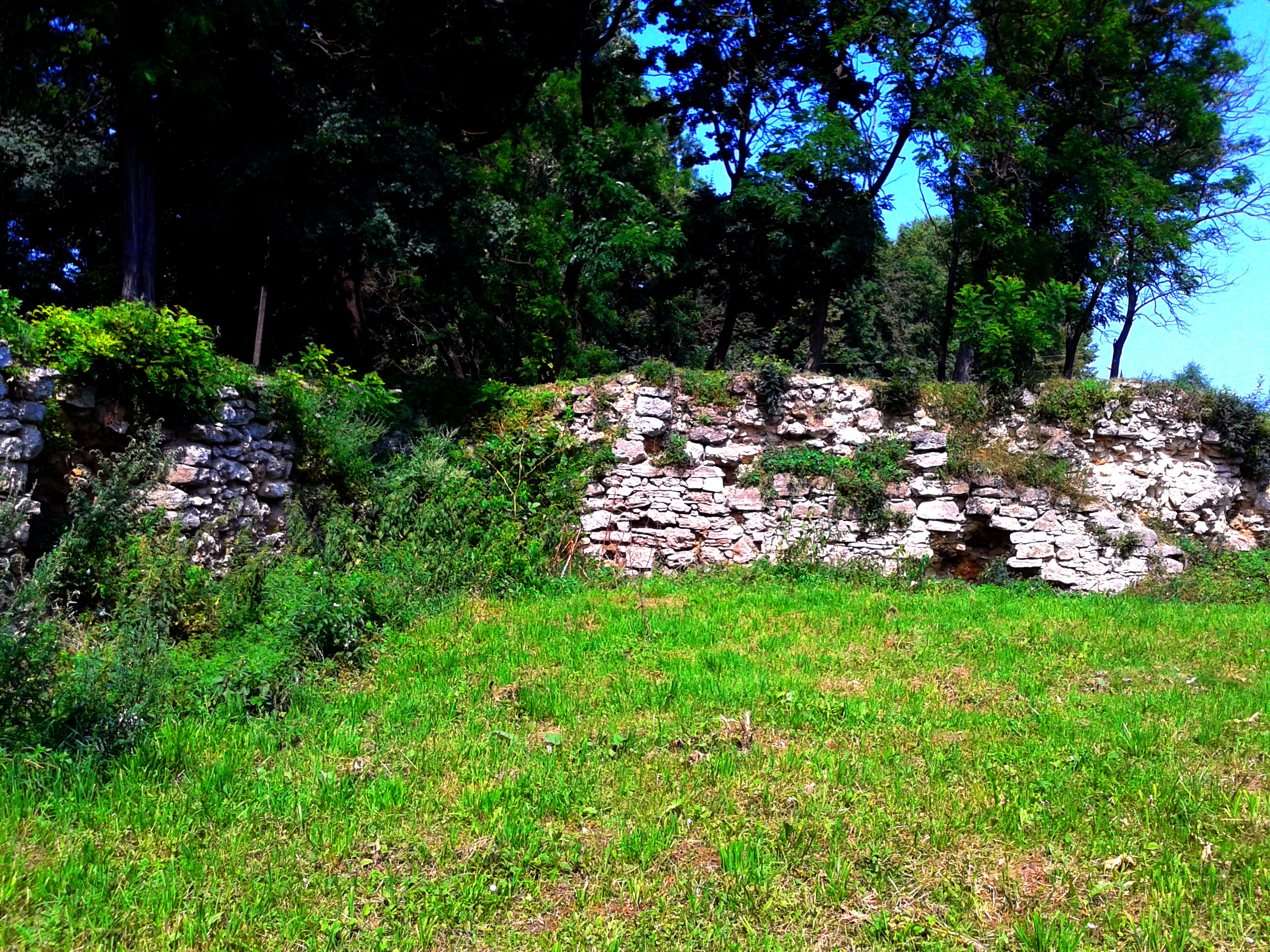
Руїни Барської фортеці 1538-1636
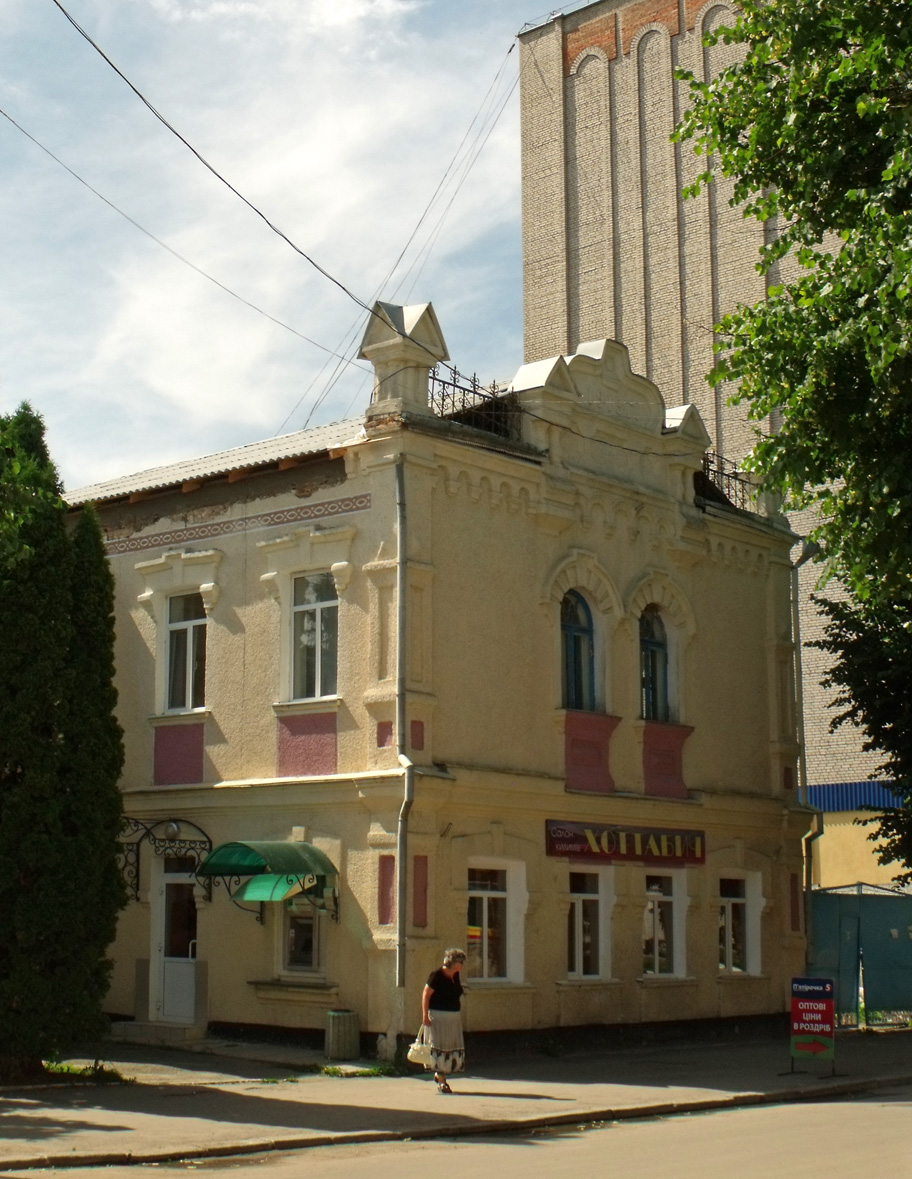
Житловий будинок 1913 р.
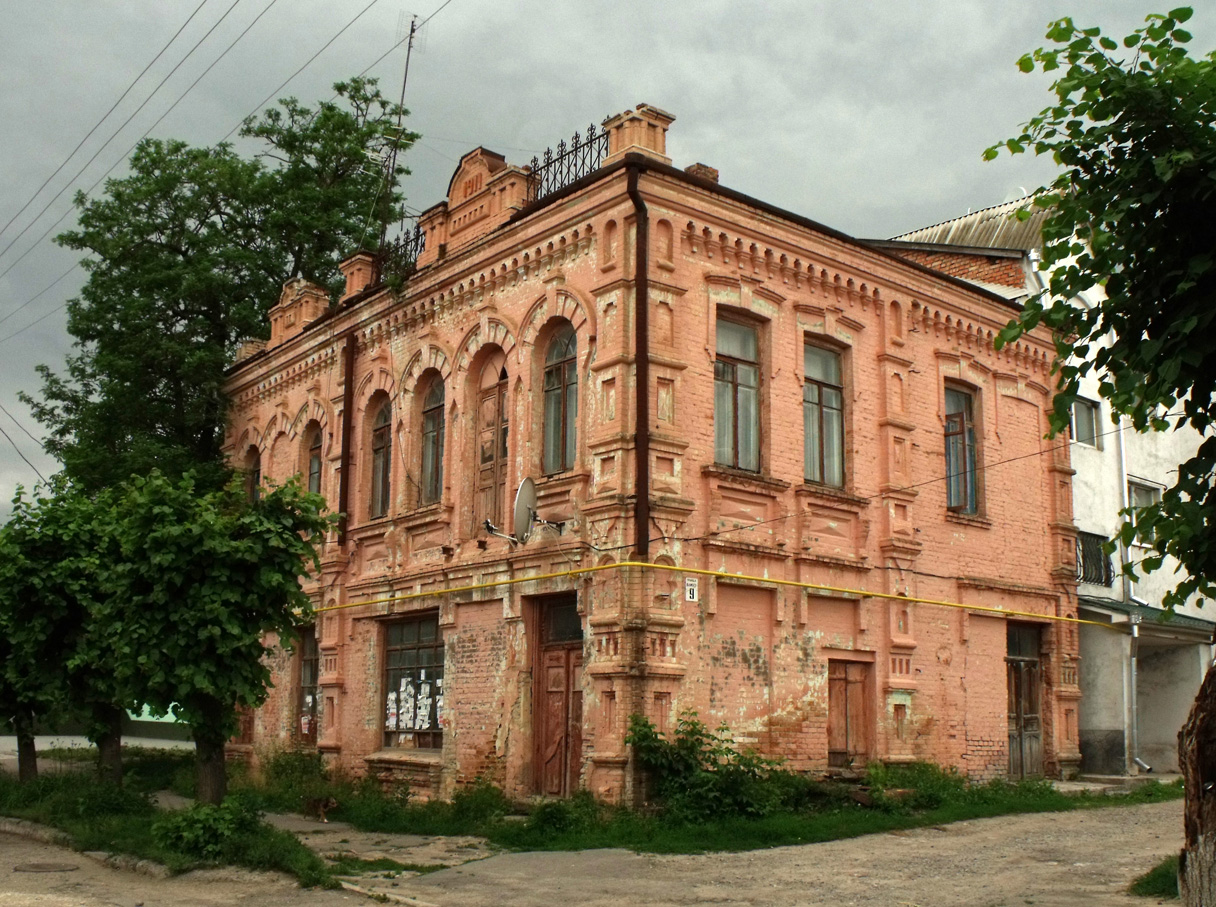
Житловий будинок 1911 р.
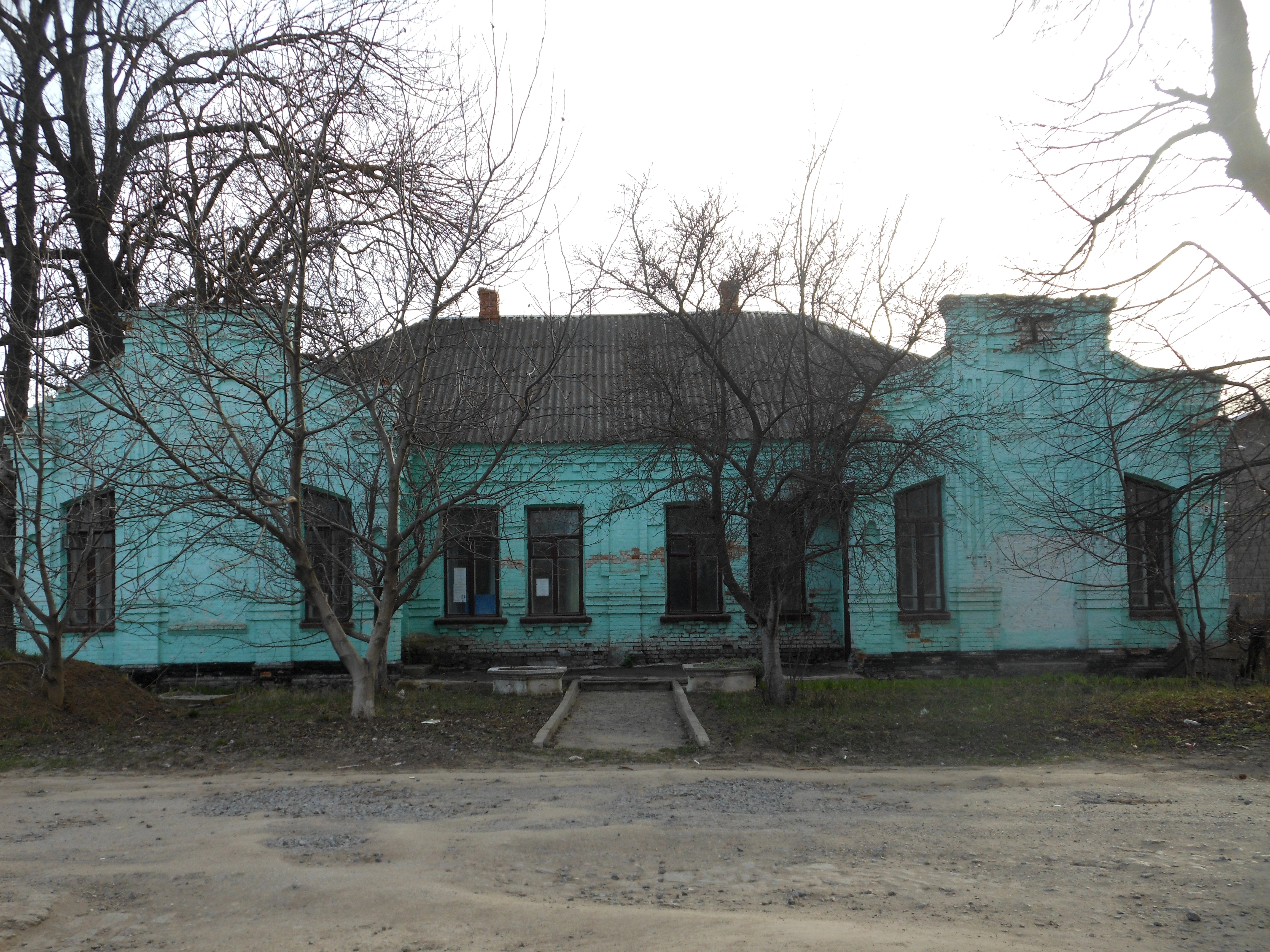
Житловий будинок поч.XX ст.
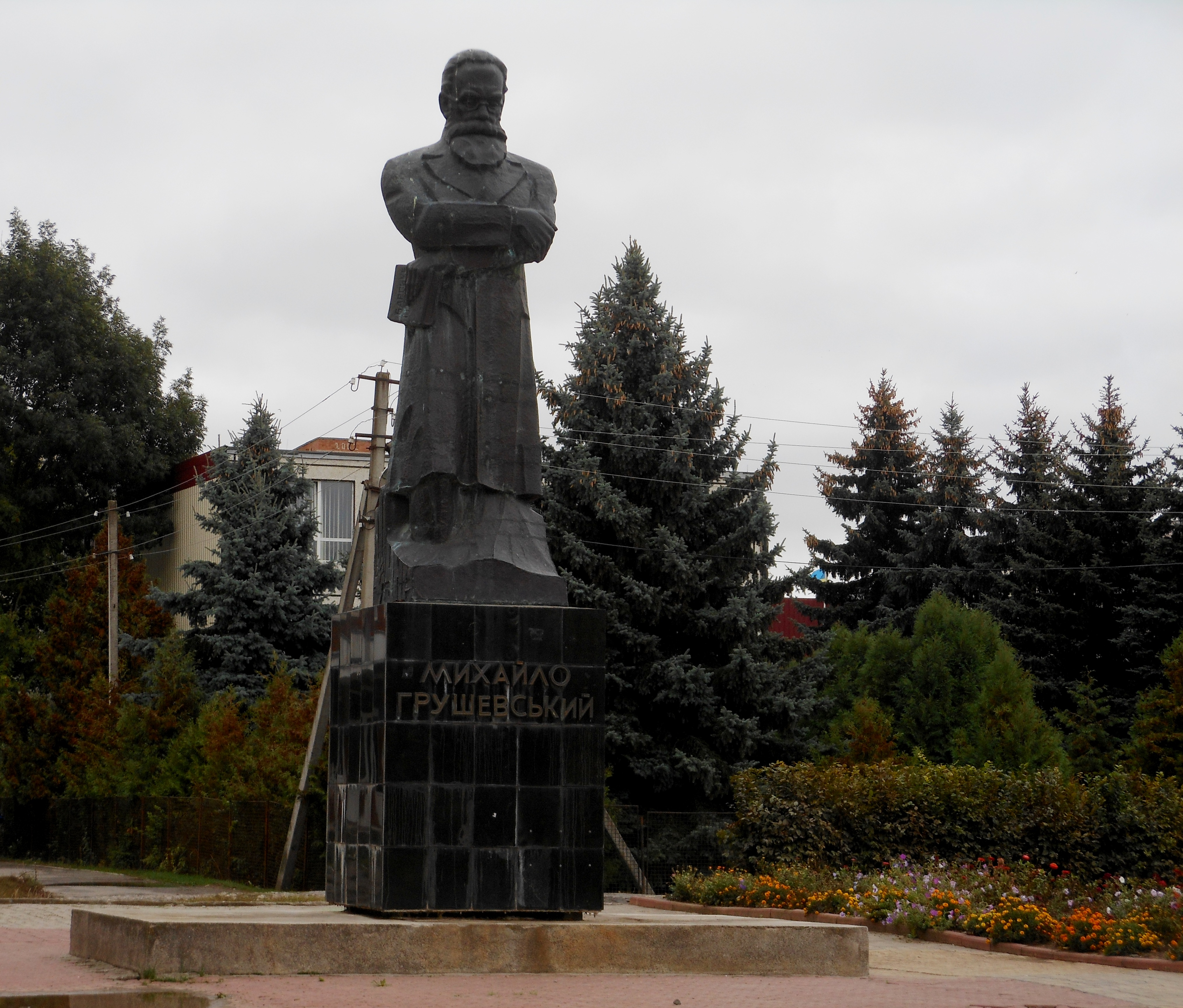
Пам'ятник М. Грушевському 2001 р.
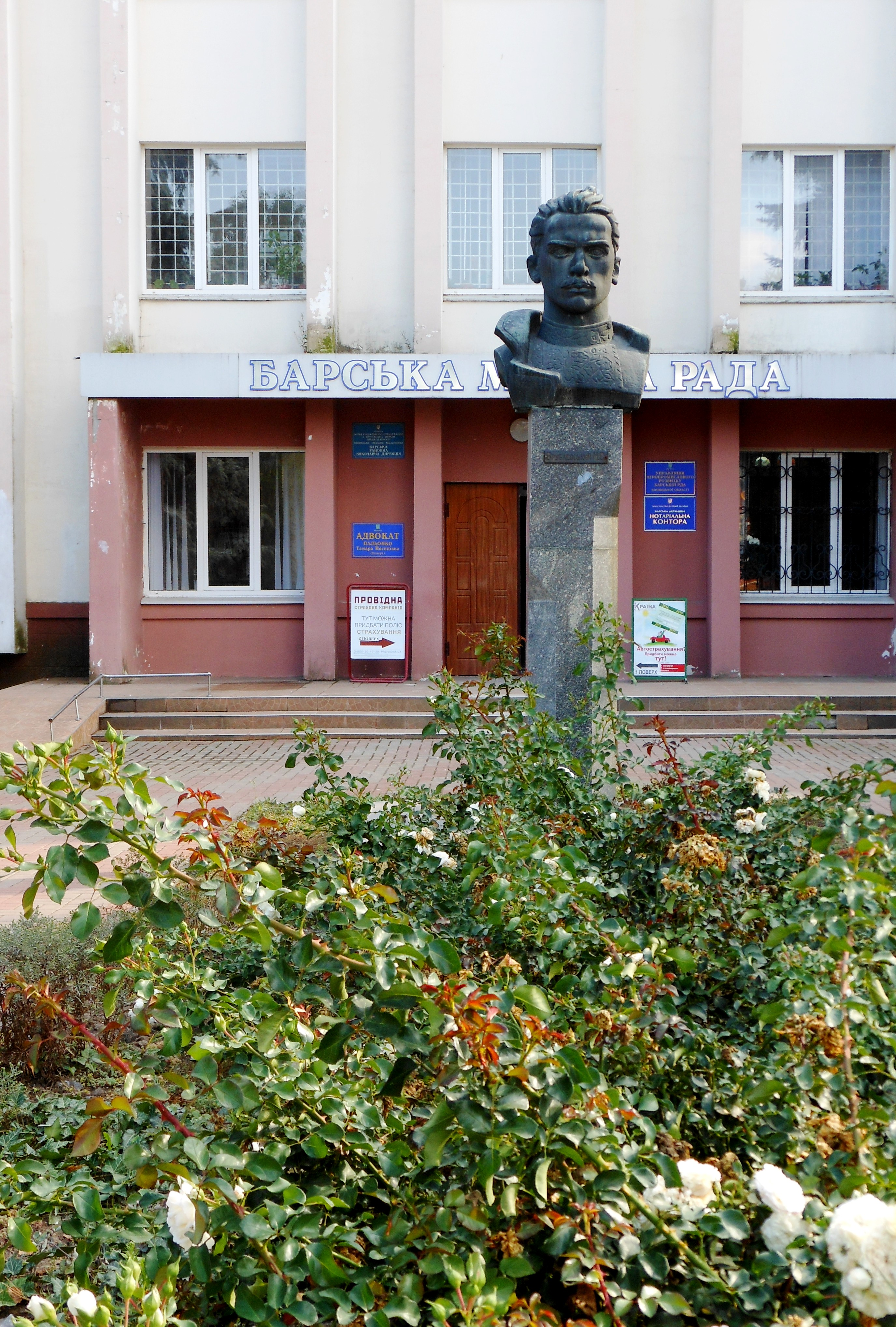
Пам'ятник М. Врублевському 1986 р.

## Храми міста
- Кармелітський монастир, Покровська церква з келіями 1531 р.
- Греко-католицька церква 1616 р.
- Кафедральний собор Успіння Пресвятої Богородиці 1757 р.
- Костел святої Анни 1811 р.
- Жіночий монастир на честь ікони Божої Матері «Барська»

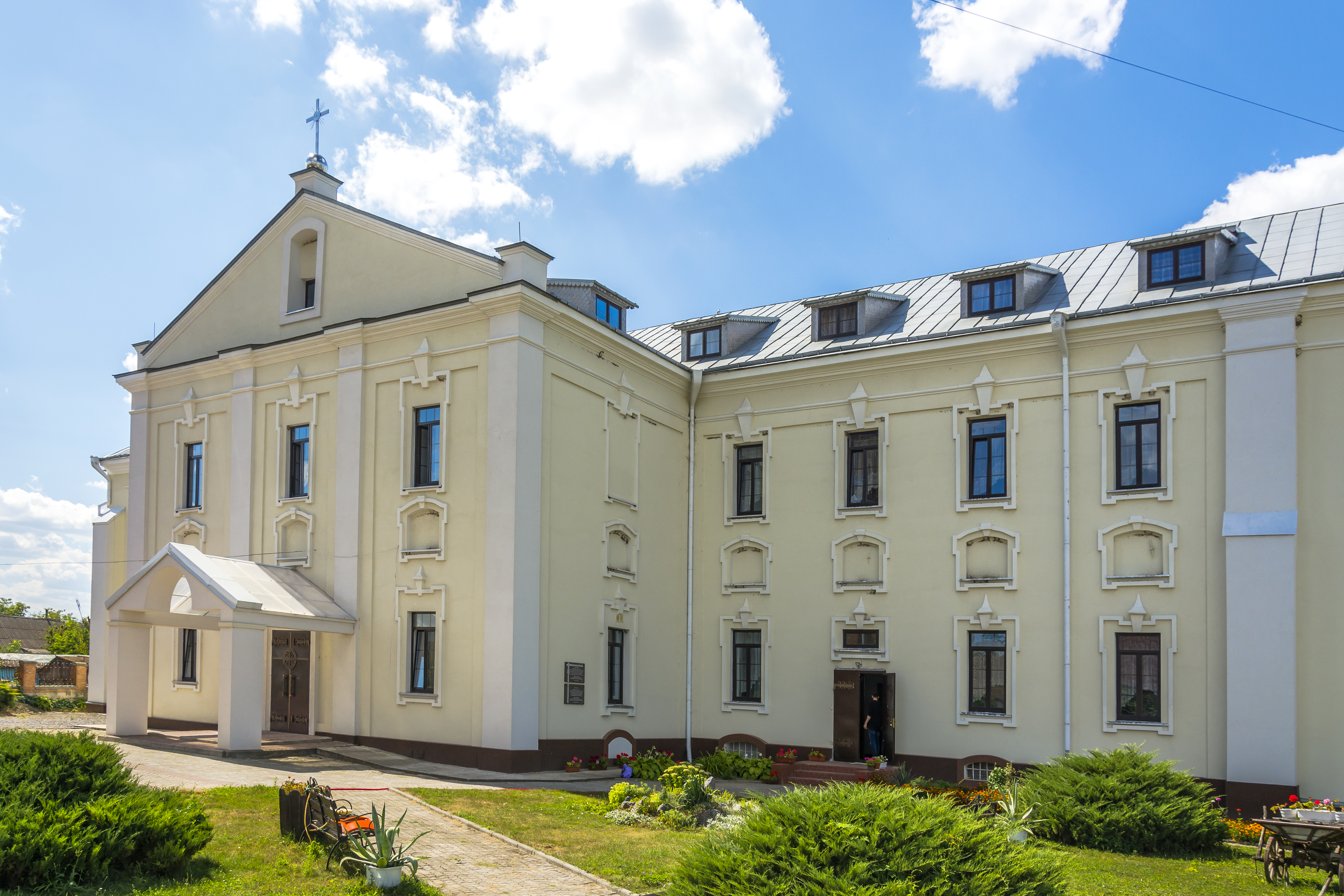
Кармелітський монастир
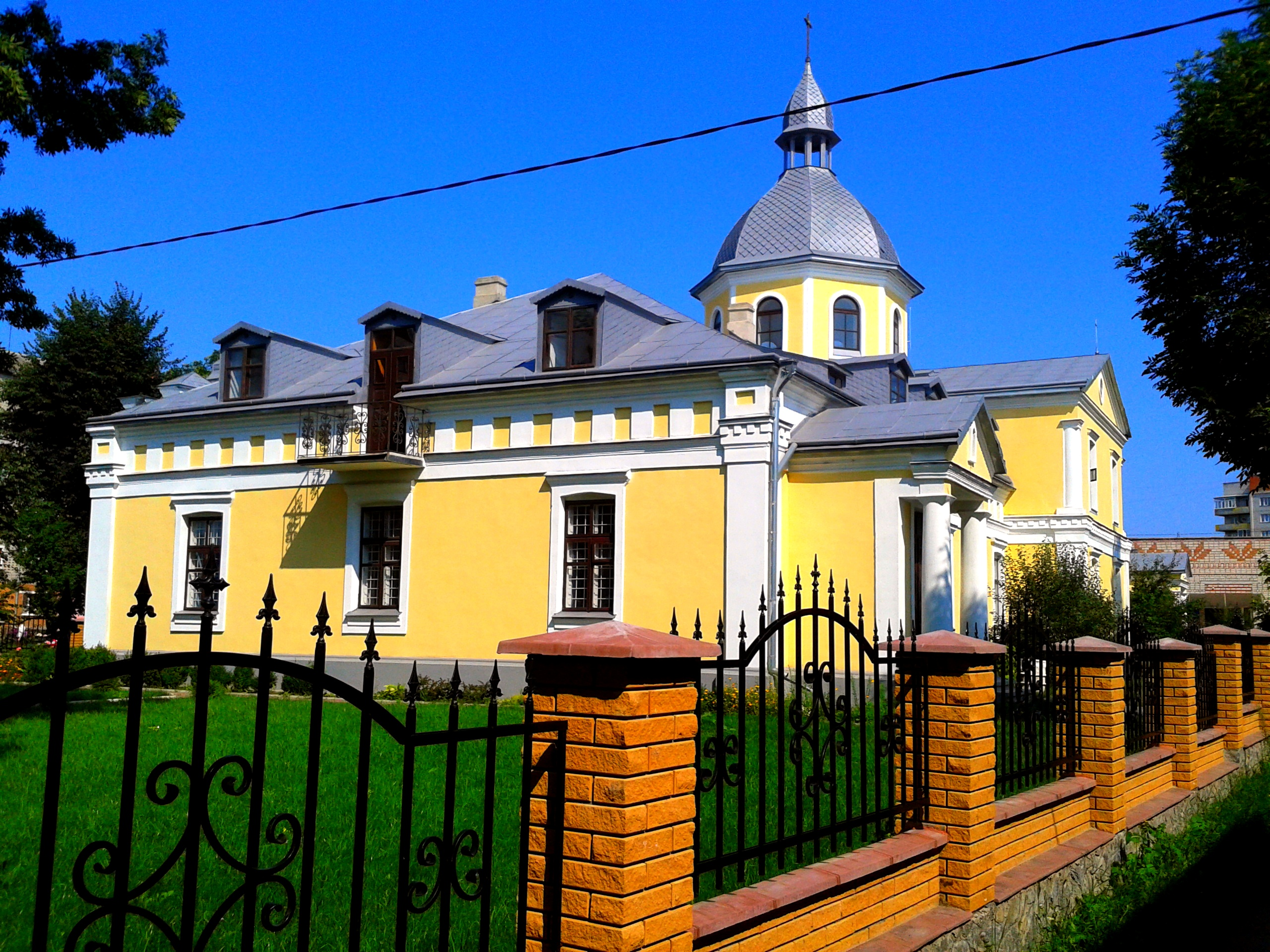
Греко-католицька церква
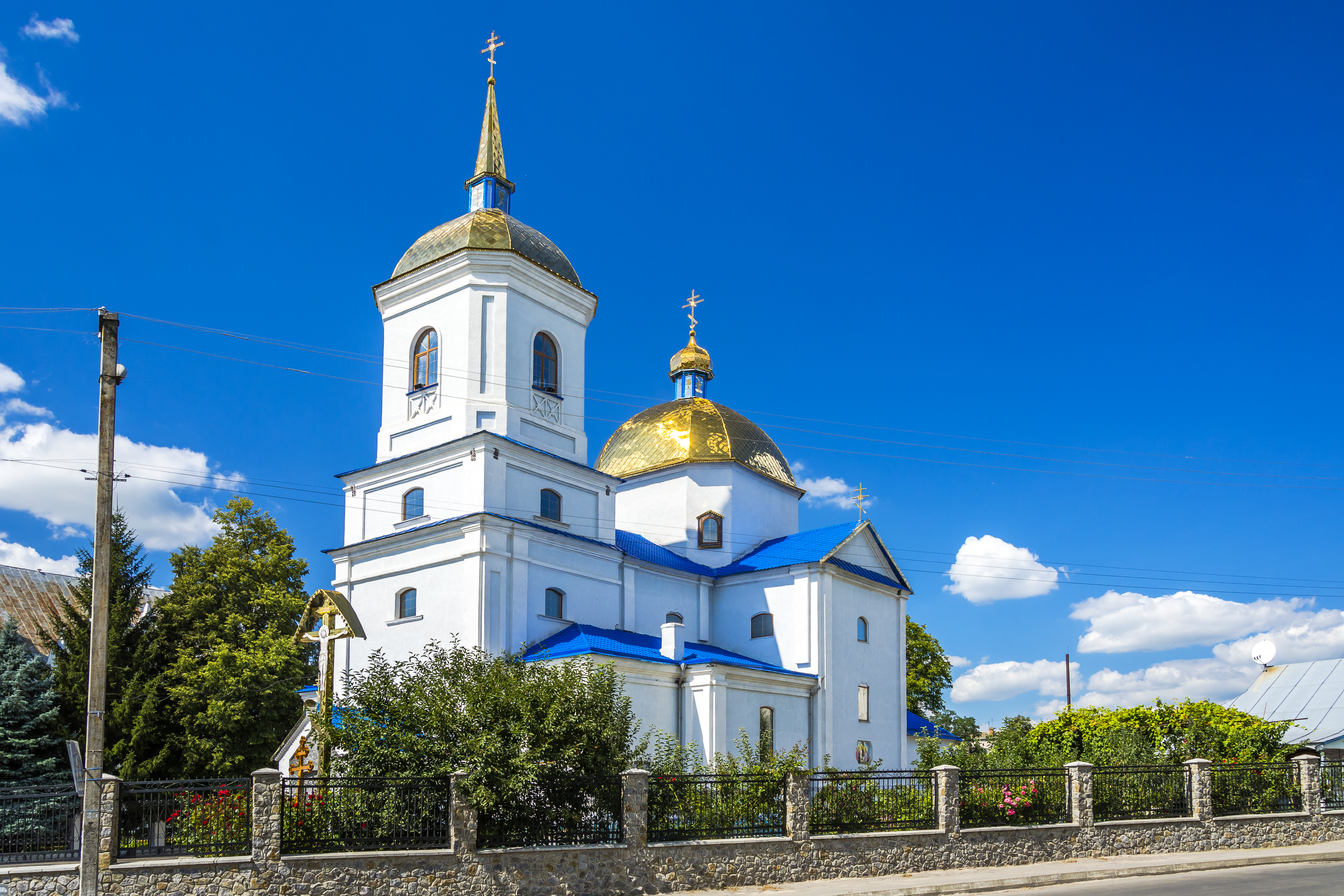
Кафедральний собор Успіння Пресвятої Богородиці
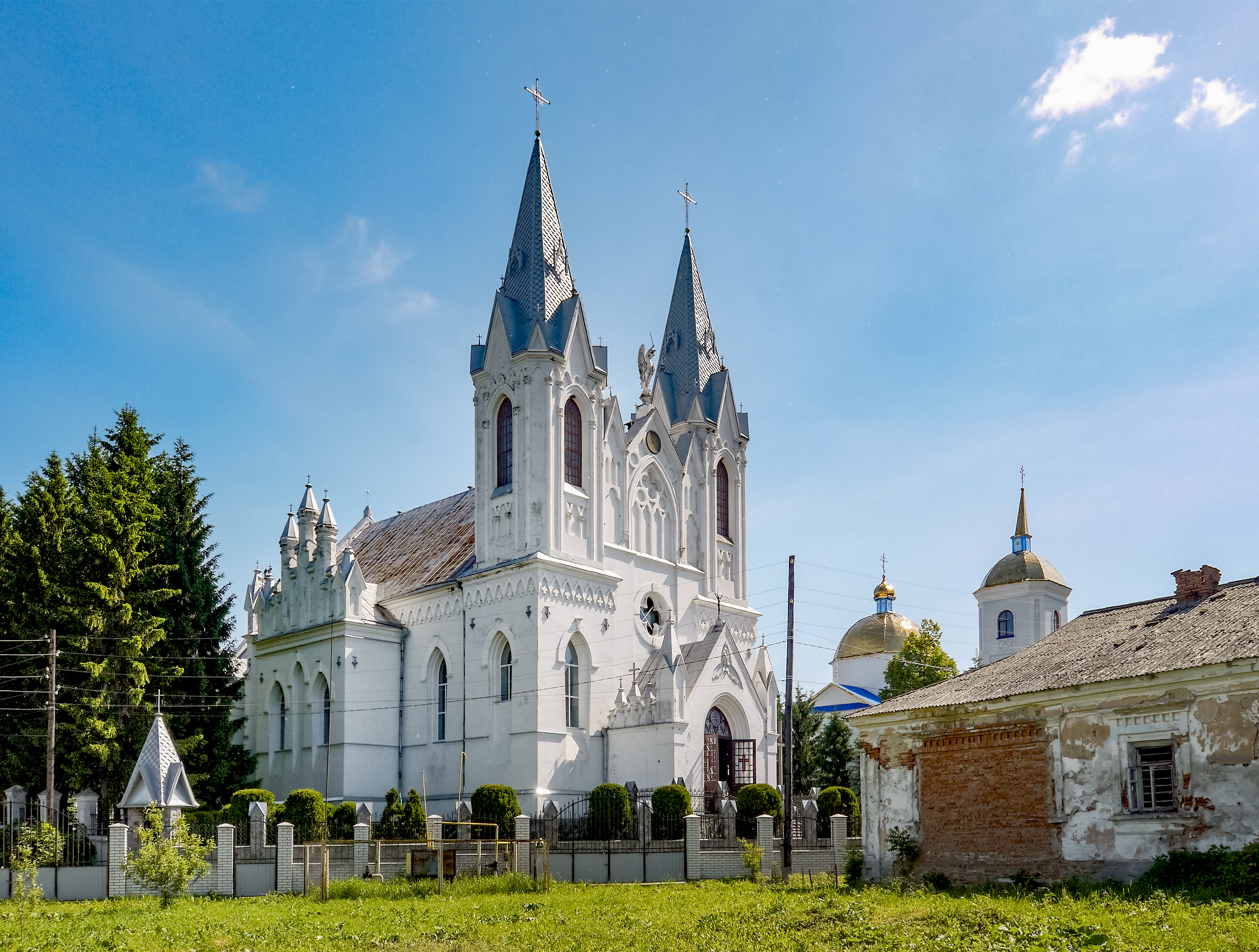
Костел св. Анни
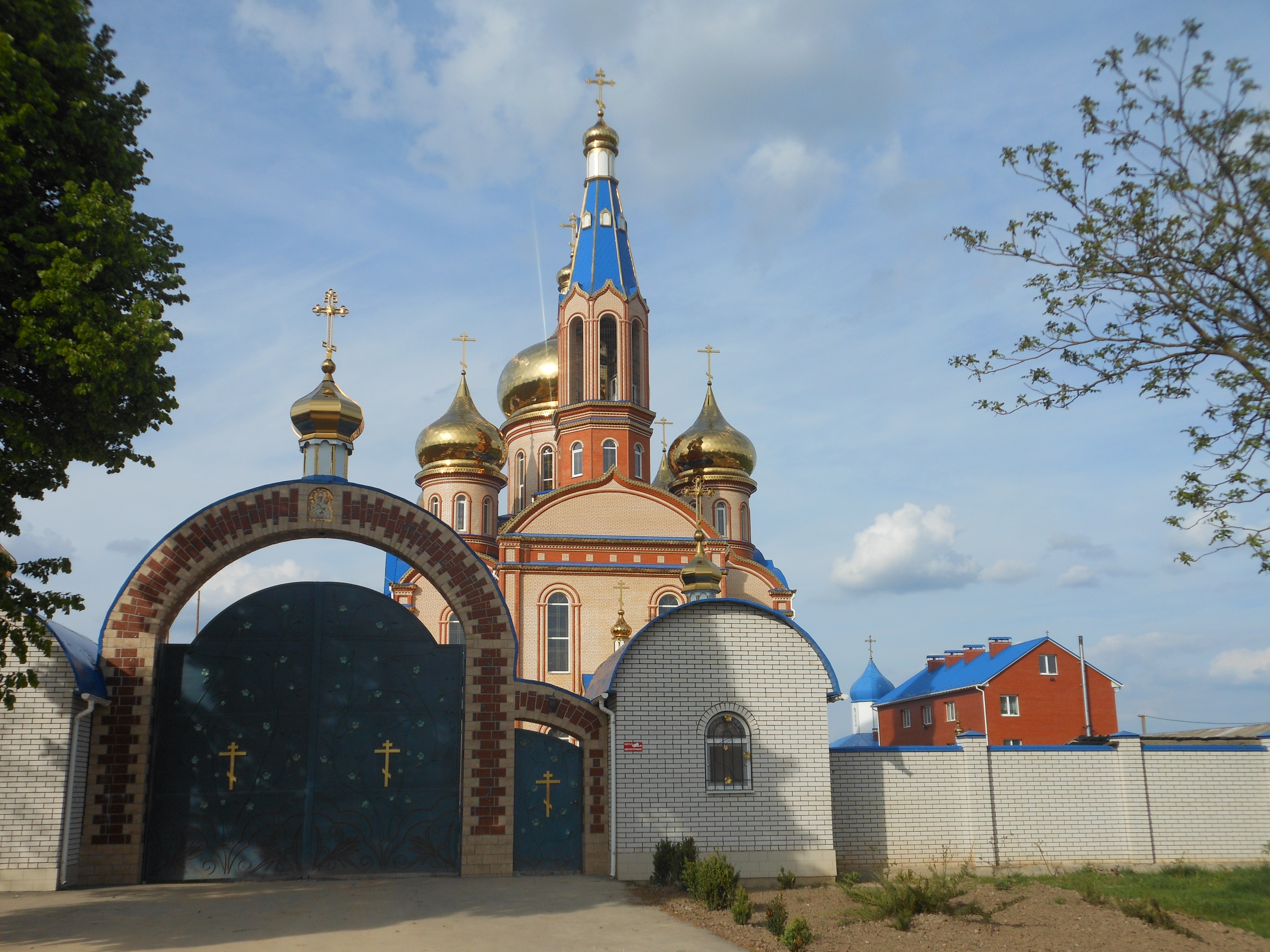
Жіночий монастир на честь ікони Божої Матері «Барська»

## Природно-заповідний фонд
- Орнітологічний заказник місцевого значення «Барський»
- Заповідне урочище Жолоби
- Долина ірисів — заболочена ділянка площею 13,7 га з найбільшою в області популяцією півників болотних.[34]

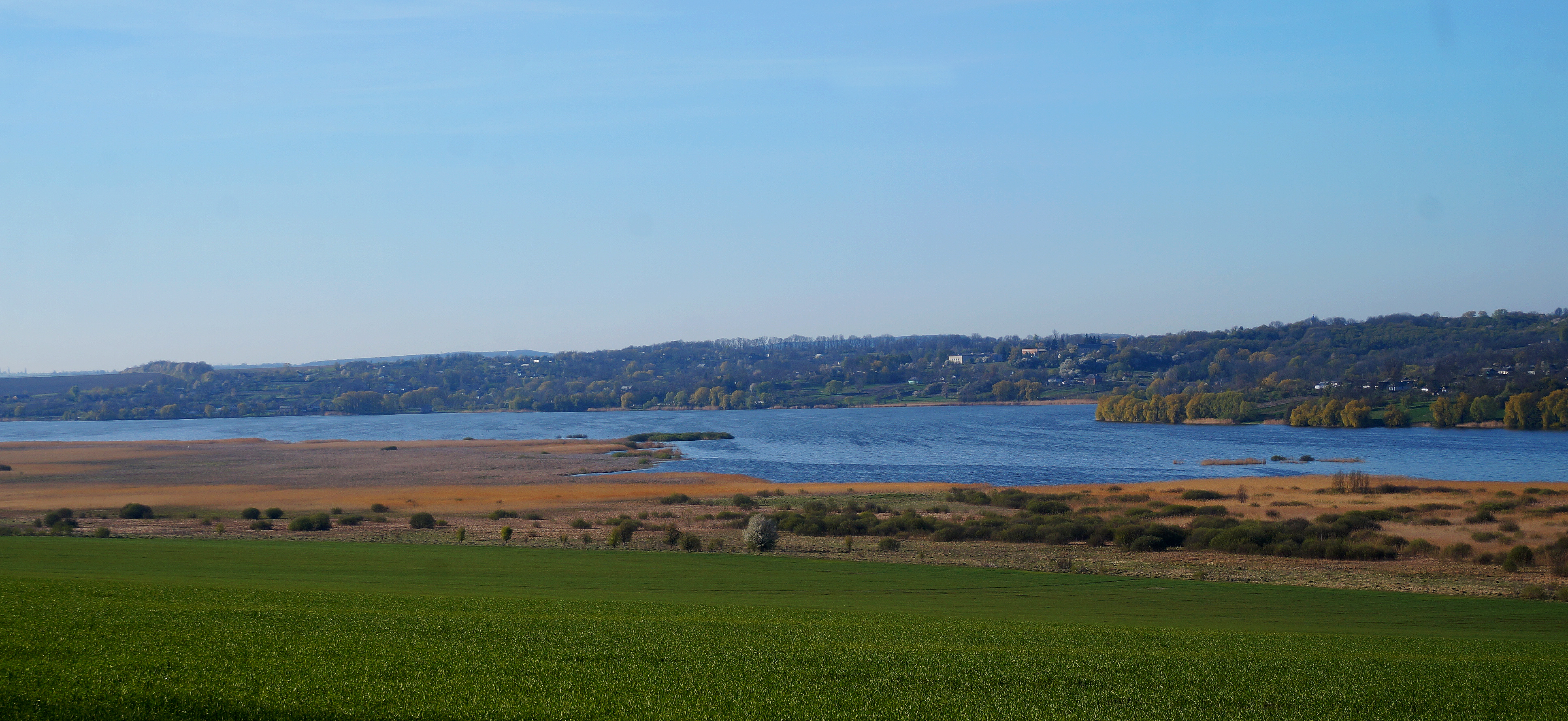
Верхів'я Барського водосховища
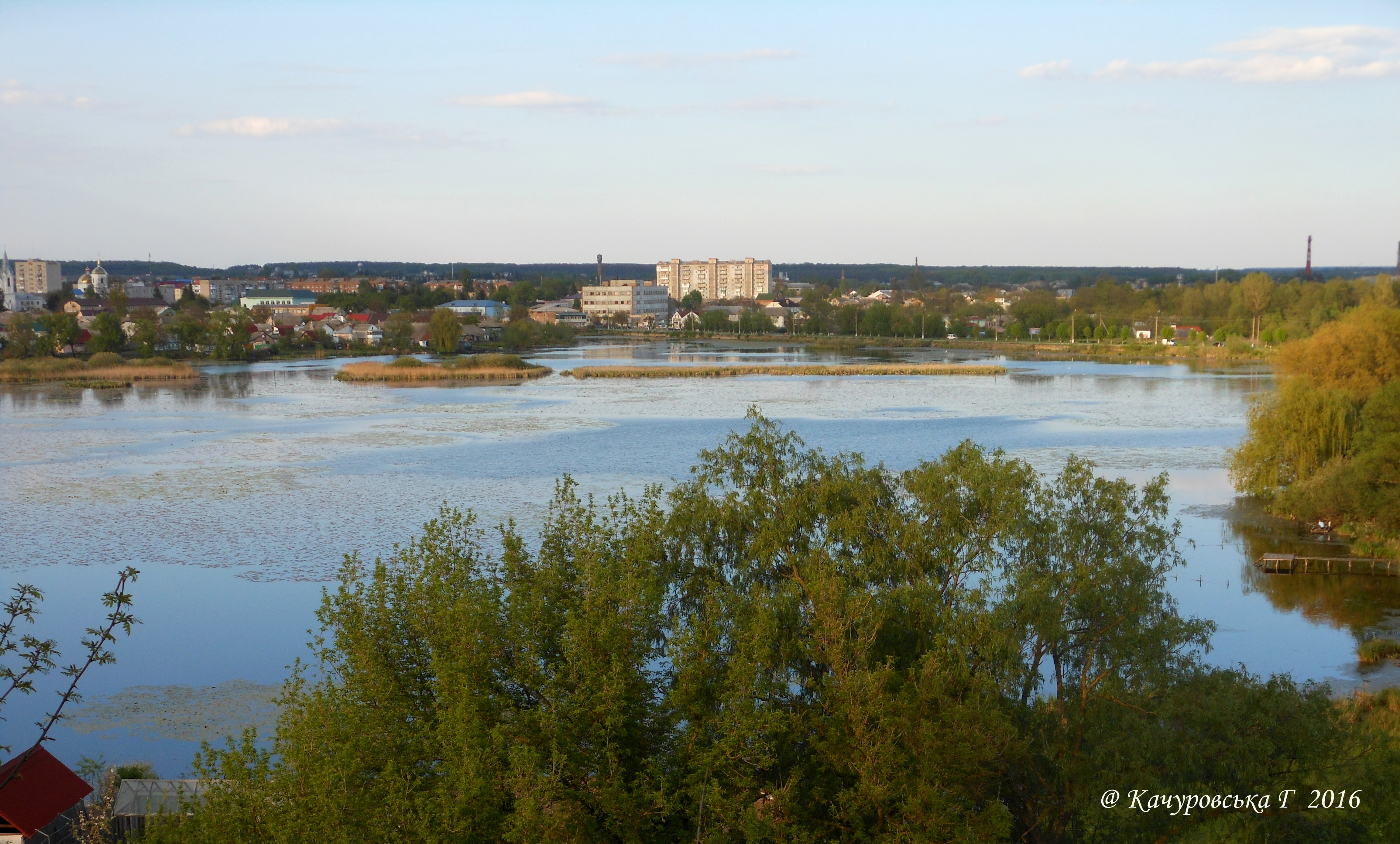
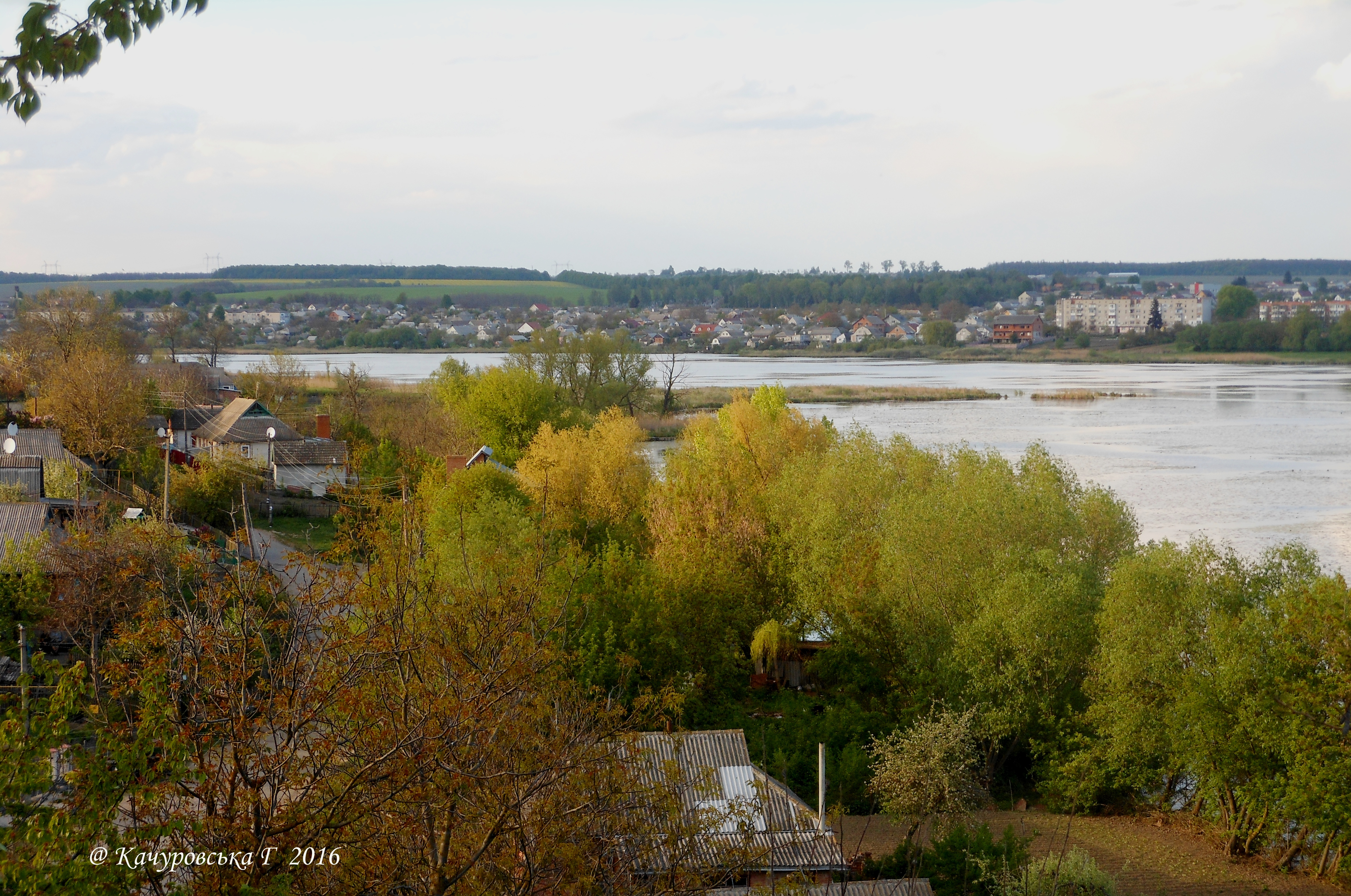
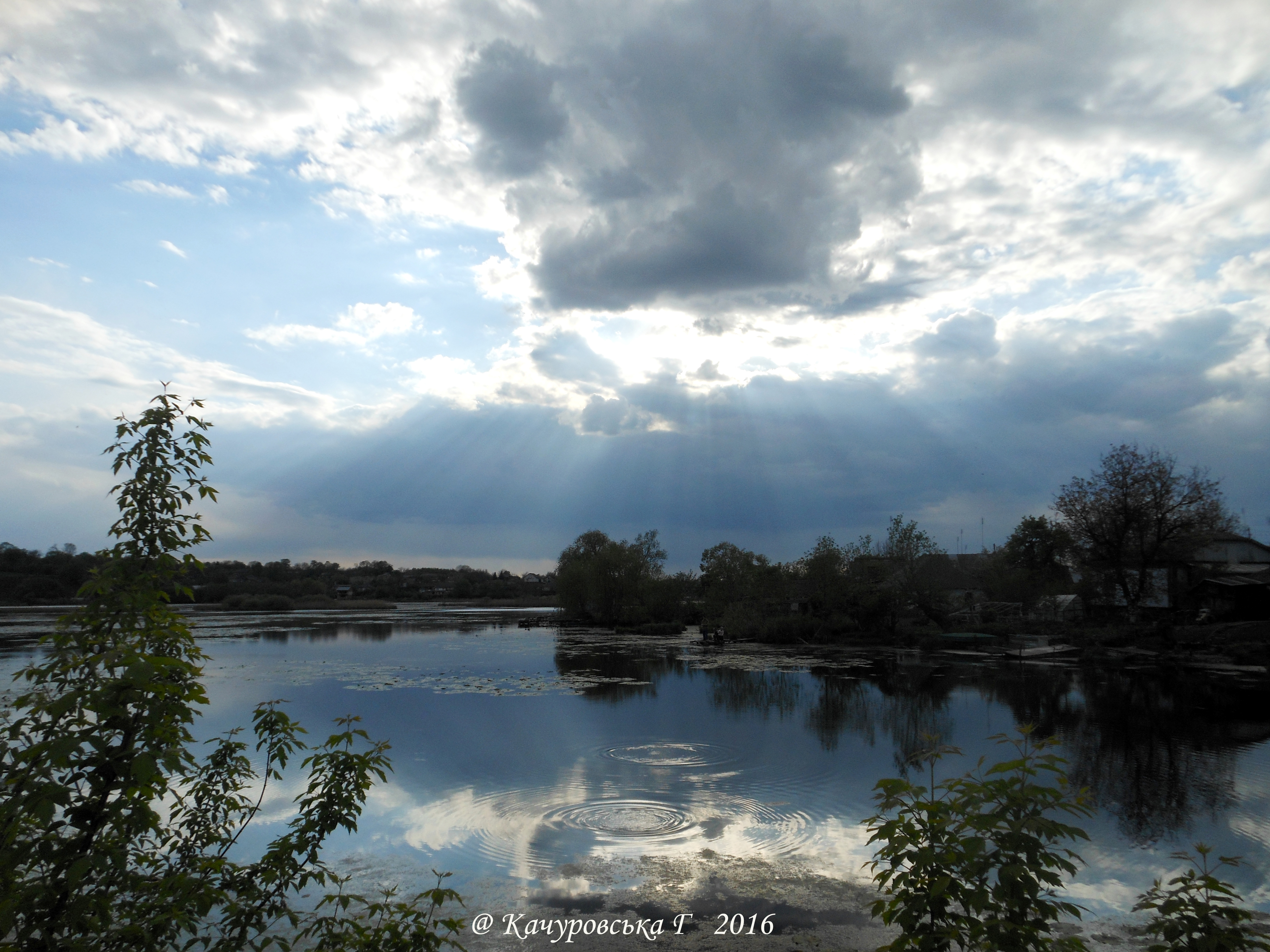
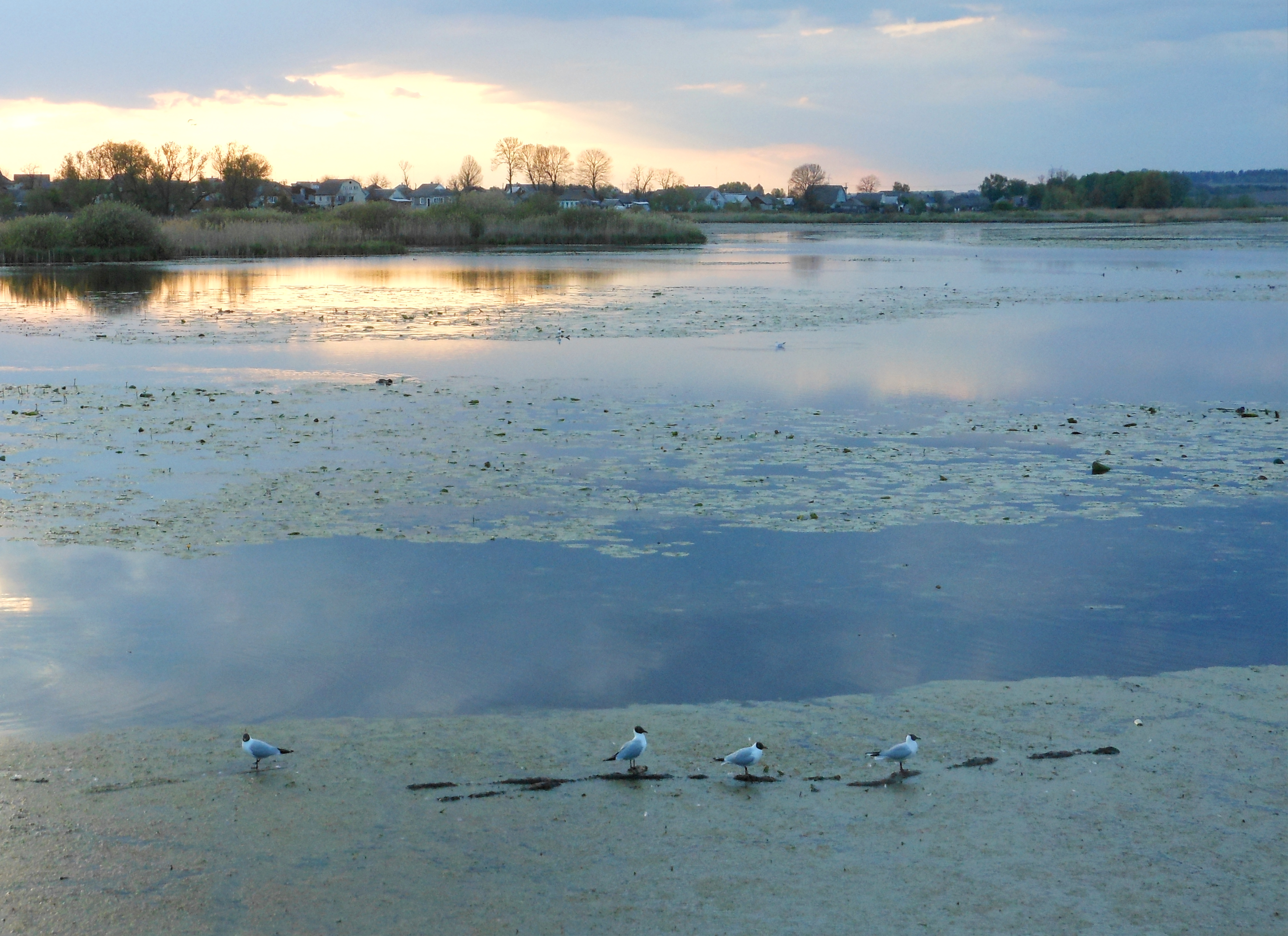
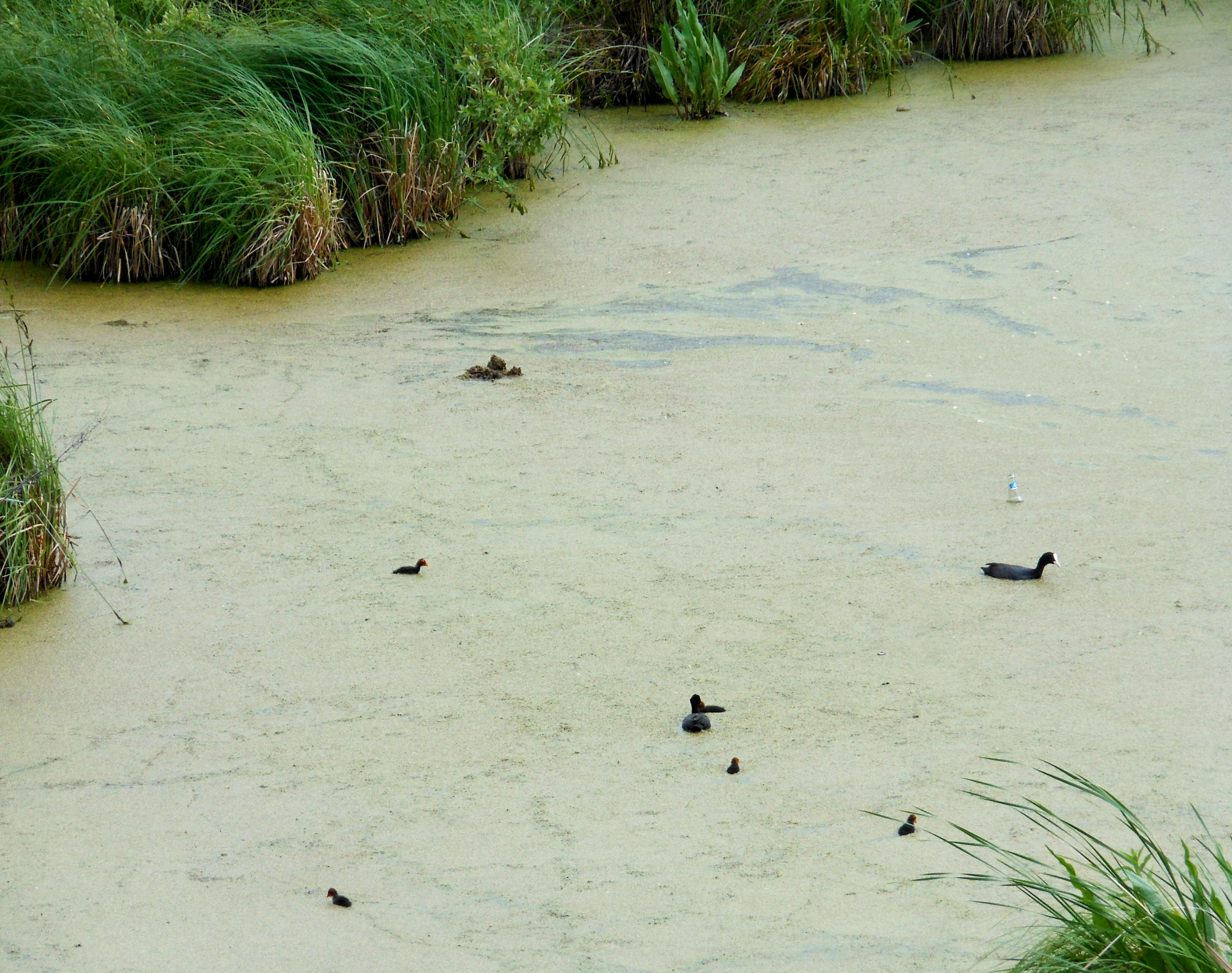

## Відомі люди
Від назви міста Бар походить прізвище Барський, предки носіїв якого часто походять із Бара. За винятком титулів графів та герцогів, які походять від герцогства Бар у Лотарингії.
Список відомих людей, які проживали у місті і околицях:
- Іван Виговський   — гетьман війська запорозького, київський воєвода, дідич Бару (1659—1664);
- Остап Виговський (син) — дідич Бару (1664-69)
- Ігор Вовковинський — американський актор українського походження. Відомий своїм великим зростом — 234,5 сантиметрів.
- Водзяновський Роман Анатолійович —український військовик, учасник російсько-української війни[38]

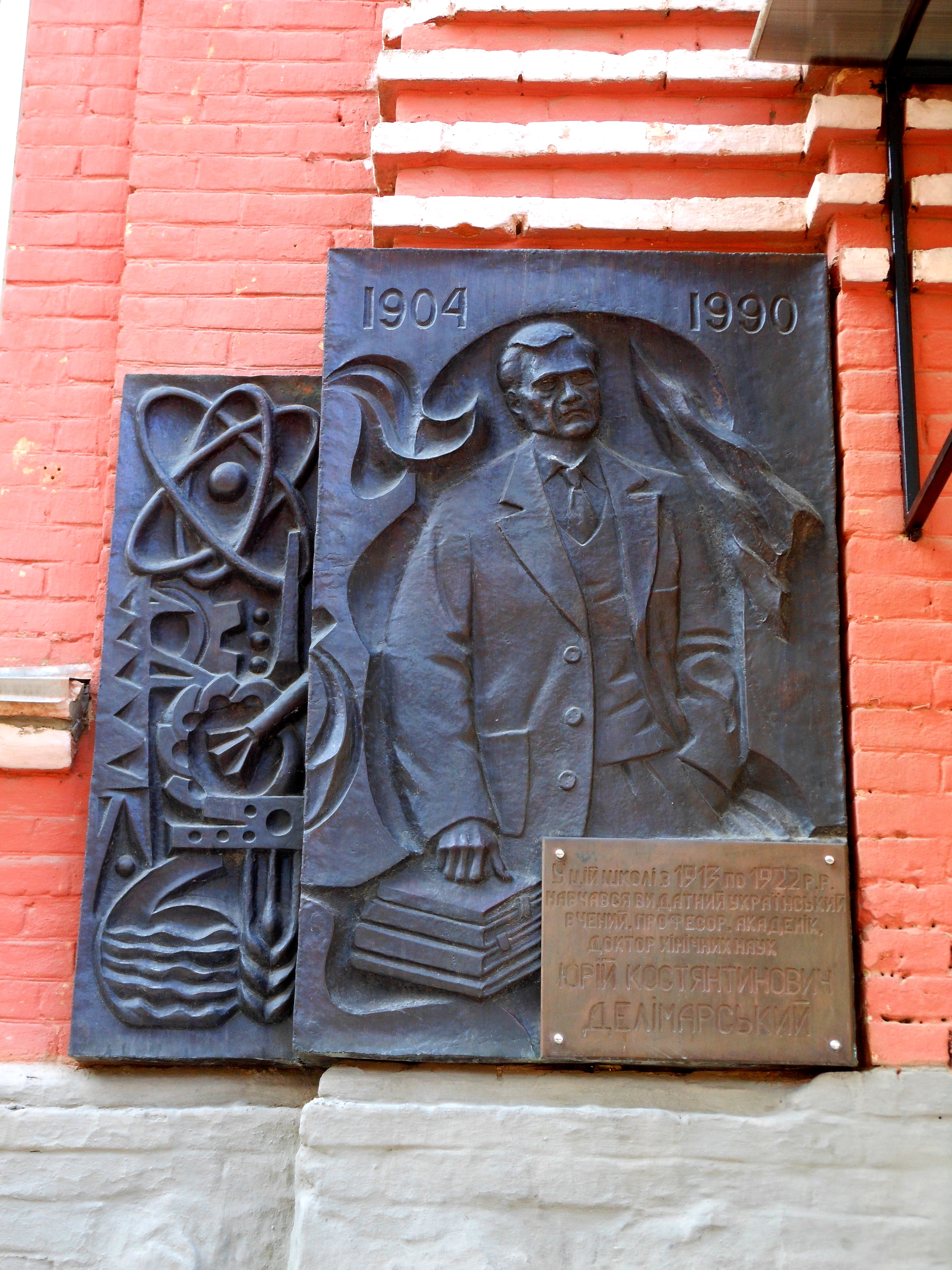
Стела з барельєфом на стіні школи № 4 м. Бар, де навчався Делімарський Ю. К. у 1913—1922 рр.

- Кривоніс Максим — полковник Війська Запорозького
- Іван Григорович-Барський — архітектор
- Василь Григорович-Барський — письменник
- Михайло Коцюбинський — письменник
- Токарчук Андрій Петрович (1983—2022) — лейтенант Національної гвардії України, учасник російсько-української війни.
- Стефан Хмелецький — староста овруцький і таборівський, воєвода київський (1630), похований у м. Бар
- Мирон Костін  — молдавський літописець і політичний діяч
- Леон Малий — латинський єпископ-помічник львівський
- Ляхнович Олександр Володимирович (1997—2023) — старший солдат збройних сил України, учасник російсько-української війни.
- Казимир Пуласький — «батько американської кавалерії»
- Микола Врублевський — революціонер
- Володимир Дебогорій-Мокрієвич — революціонер
- Юрій Делімарський — хімік
- Марія Костів-Коссаківна — актриса і співачка
- Кучинський Йосип Антонович — доктор католицької соціології
- Дудар Антін Петрович — український правник, військовик, поручник УГА.
- Володимир Тріандафілов — військовий теоретик, заст. начальника штабу Червоної Армії
- Віра Бичкова (1899 — 1990) — художниця, заслужений майстер народної творчості УРСР
- Віра Колісніченко (1934 — 2015)  — художниця декоративного мистецтва.
- Лариса Геннадіївна Клюшкіна — українська художниця і педагог; член Київської організації.
- Аліса Вадимівна Клюшкіна — українська актриса кіно.
- Йолтуховський Юрій Володимирович — Заслужений тренер України з біатлону.
- Йолтуховський Олег Юрійович — МСУ з лижних гонок та поліатлону, володар Кубка України по лижеролерам 2013 р.
- Керничний Геннадій Русланович (1997—2024) — старший солдат Збройних сил України, учасник російсько-української війни, кавалер ордена «За мужність» ІІ і ІІІ ступеня.
- Мазур Дарина — вихованка Барського гуманітарно-педагогічного коледжу імені М. Грушевського, кандидатка в майстри спорту з лижних гонок, поліатлону та легкої атлетики (гірський біг). Чемпіонка України з поліатлону, дворазова абсолютна чемпіонка України з поліатлону, призерка Чемпіонату України з лижеролерів, Чемпіонату України з гірського бігу, чемпіонка області з легкоатлетичного кросу. Учасниця 28-ї Всесвітньої зимової універсіади у м. Алмати (Казахстан).
- Кучерявий Марцін Антонович — тренер (біатлон, лижні гонки). Заслужений тренер України (2013 р.)
- Кучерявий Сергій Марцінович — майстер спорту України. Заслужений тренер України.
- Казік Олександр Вікторович — український лижник, біатлоніст. Дворазовий срібний призер зимових Паралімпійських ігор 2018 у Пхьончхані.
- Руслан Ткачук — військовий журналіст, кореспондент «АрміяInform», автор низки репортажів з передової, підполковник.
- Володимир Заєць — талановитий український скульптор, художник, автор понад сотні унікальних скульптур та шести проєктів, що внесені до «Книги рекордів України».
- Фіялова Наталя Анатоліївна — старший матрос Збройних Сил України, учасниця російсько-української війни, що відзначилася під час російського вторгнення в Україну.
- Цимбалюк Олег Леонідович (26.10.1968 — 01.2023) — солдат ЗСУ, доброволець.

## Цікаві факти
- «Camino Podolico» — це подільський шлях святого Якова, який поєднує міста: Вінниця, Бар та Кам'янець-Подільський.[39]

### Фільми про місто
- Вогнем і мечем (фільм), режисер і сценарист Гофман Єжи
- Місто на Кучманському шляху режисер Червона Лоріда -, оператор Ігор Міхеєв, (Укртелефільм 1994 р.)
- Королева Бона — серія 5, сценарист Галина Аудерська, режисер Маєвський Януш

## Міста-побратими
Бар має три міста-побратими:
- Квідзин, Польща
- Рибник, Польща
- Стараховіце, Польща
- Бар, Чорногорія[40]

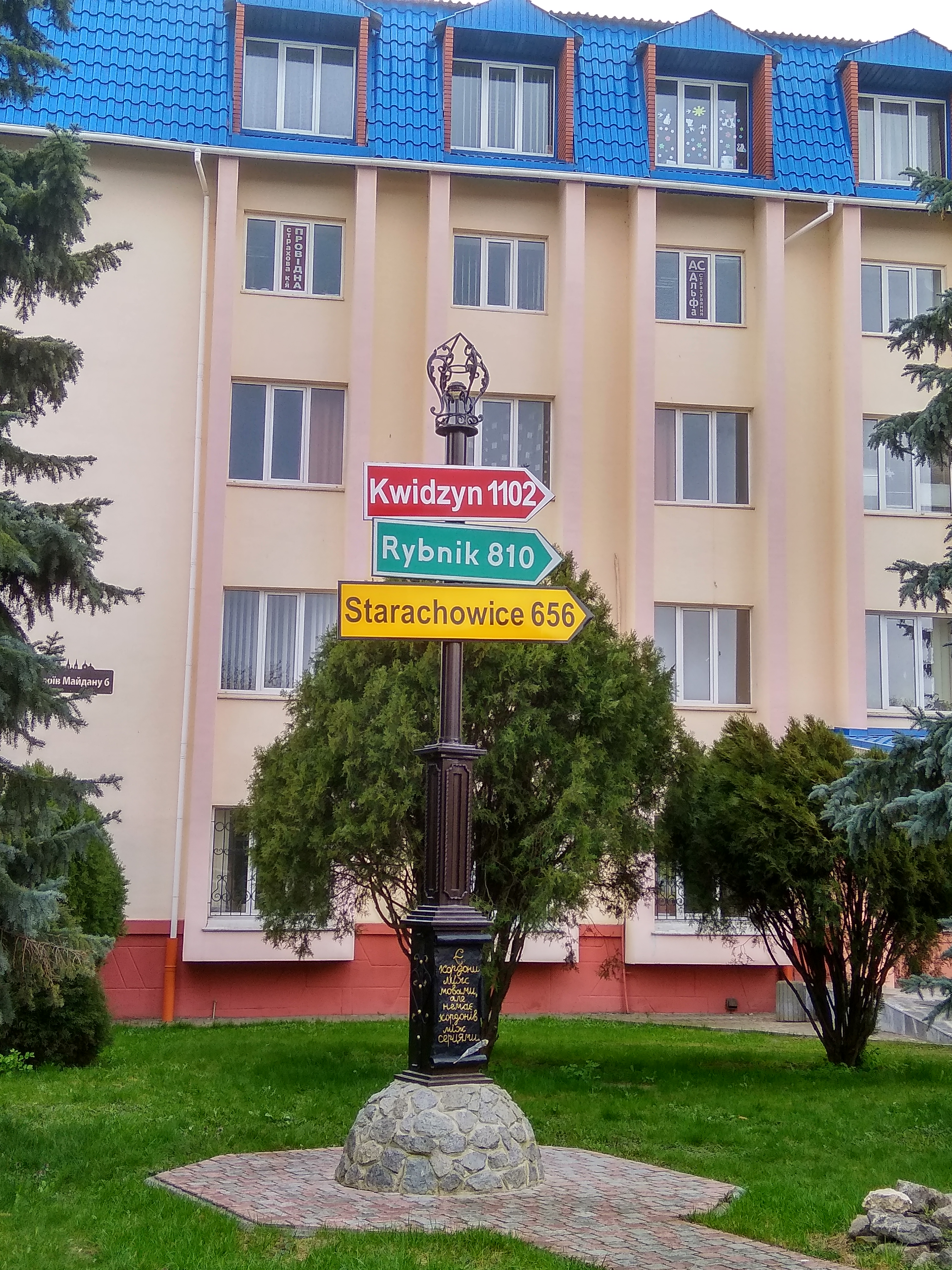
Пам'ятний знак символ-дружби міста Бар з містами-побратимами (встановлено 2017)

У 2017 році біля Барської міської ради встановлено пам'ятний знак символ-дружби міста Бар з містами— побратимами. На ньому зазначена відстань до міст: Квідзин — 1102, Рибник — 810 , Стараховіце — 656.

## Засоби масової інформації
БарNews.City [Архівовано 3 листопада 2019 у Wayback Machine.] — міське інтернет-видання, запущене у вересні 2018 року колективом КП «Барчани» та Агенцією розвитку локальних медіа «Або».